# Lopérec
Lopérec [lɔpeʁɛk] est une commune française du département du Finistère, dans la région Bretagne, en France. La commune fait partie du parc naturel régional d'Armorique.
En 2007, la commune a obtenu le Label "Communes du Patrimoine Rural de Bretagne" pour la richesse de son patrimoine architectural et paysager.

## Géographie

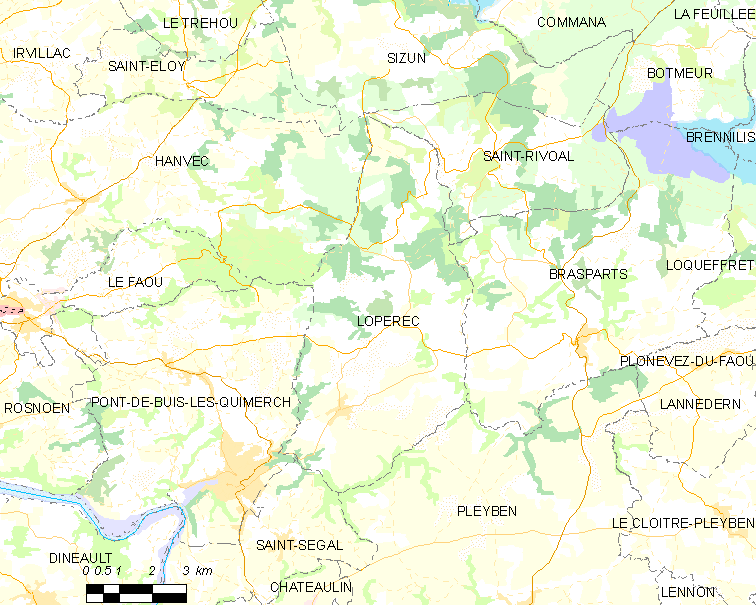
Carte de la commune de Lopérec.

Commune vallonnée, étendue sur 3 959 ha (39,5 km2), Lopérec est limitrophe de la chaîne des monts d'Arrée au nord et à l'est, et du bassin de Châteaulin au sud. Le finage communal, étiré nord-sud, en pente vers l'ouest, s'échelonne de 316 mètres à 11 mètres d'altitude, le bourg étant vers 52 mètres ; il est excentré dans la partie sud du territoire communal. La commune est située à 9 km au nord-est de Châteaulin. Les cours d'eau y sont nombreux : la Douffine, qui prend sa source sur le flanc sud-ouest du Roc'h Cléguer en Brasparts, sert de limite communale avec Pleyben : elle reçoit sur sa rive droite, le Rivoal (ou rivière de Saint-Rivoal), qui provient de Saint-Rivoal et sert de limite communale à l'est avec la commune éponyme. Avant son passage sous le viaduc de la voie ferrée de Quimper à Landerneau, elle reçoit sur sa droite le ruisseau de Lenturec, qui traverse toute la commune et passe juste au sud du bourg de Lopérec. Un peu plus en aval, un autre petit affluent de rive droite de la Douffine sert aussi de limite communale avec Pont-de-Buis-lès-Quimerc'h.
| Le Faou, Rumengol,Rade de Brest                 | Saint-Rivoal, Forêt du Cranou | Brasparts, Monts d'Arrée |
| Pont-de-Buis-lès-Quimerch, Presqu'île de Crozon | Lopérec                       | Brasparts                |
| Saint-Ségal                                     | Pleyben, Aulne                | Pleyben                  |

Lopérec dispose encore d'un véritable « patrimoine paysager » : le bocage est encore varié (au nord, bois de feuillus et de conifères ainsi que des landes dans l'extrême-nord dans la « Montagne », plus agricole au sud où le relief est moins accidenté) car la commune n'a pas été remembrée. 

Un modeste gisement d'or et d'arsenic a été recensé par le BRGM à Lopérec, représentant un potentiel géologique évalué à 4 tonnes d'or.

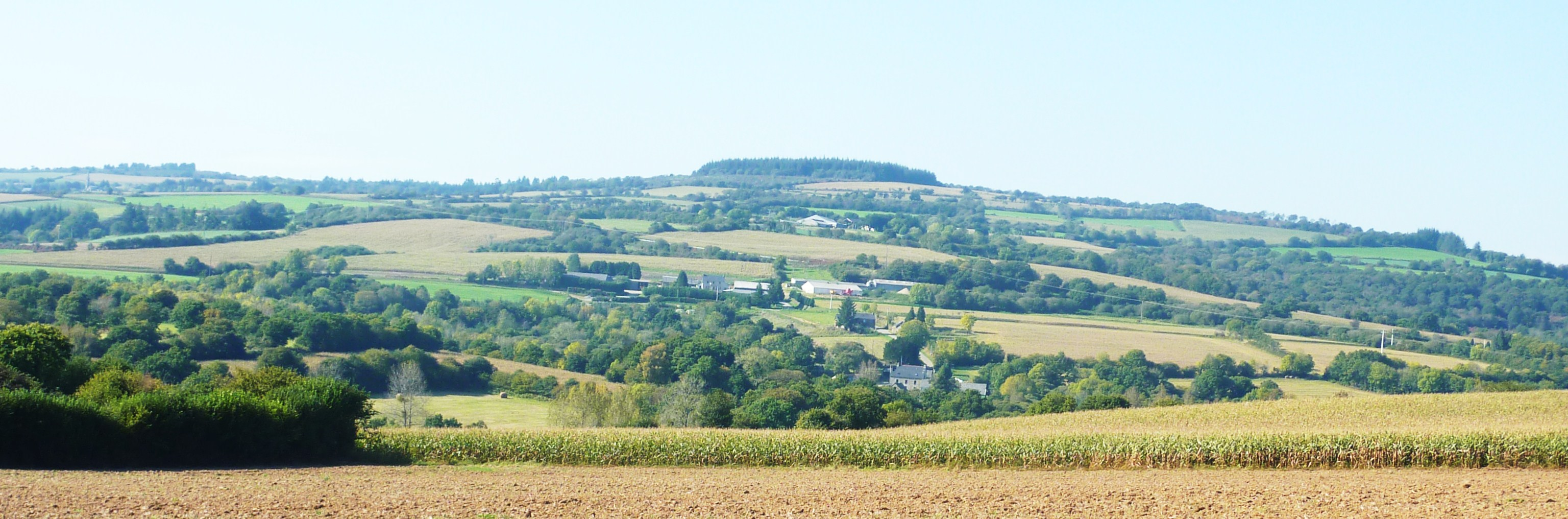
Lopérec : paysage de la partie nord de la commune (les deux cotes 206 de part et d'autre de Valendridy vus de la route de Brasparts à Lopérec).

### Hydrographie
Pour un article plus général, voir Réseau hydrographique du Finistère.
La commune est située dans le bassin Loire-Bretagne. Elle est drainée par la Douffine, le Faou, le Saint Rivoal, le ruisseau le Rivoal et divers autres petits cours d'eau,.
La Douffine, d'une longueur de 25 km, prend sa source dans la commune de Brasparts et se jette  dans le canal de Nantes à Brest à Dinéault, après avoir traversé six communes.  Les caractéristiques hydrologiques de la Douffine sont données par la station hydrologique située sur la commune. Le débit moyen mensuel est de 3,4 m3/s. Le débit moyen journalier maximum est de 83 m3/s, atteint lors de la crue du 26 décembre 1999. Le débit instantané maximal est quant à lui de 108 m3/s, atteint le 12 décembre 2000.
Le Faou, d'une longueur de 18 km, prend sa source dans la commune de Hanvec et se jette  dans l'Aulne au niveau de Rosnoën, après avoir traversé quatre communes. 
Le Saint Rivoal, d'une longueur de 11 km, prend sa source dans la commune de Saint-Rivoal et se jette  dans la Douffine à Pleyben, après avoir traversé quatre communes. 

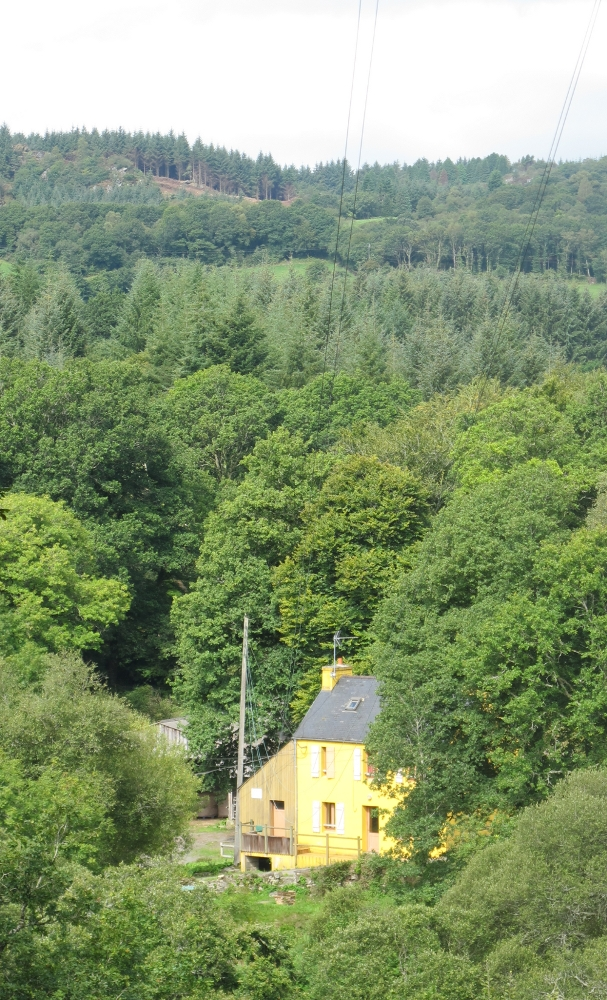
Le moulin du Pont-Glaz en Saint-Rivoal, au fond Keranna en Lopérec.
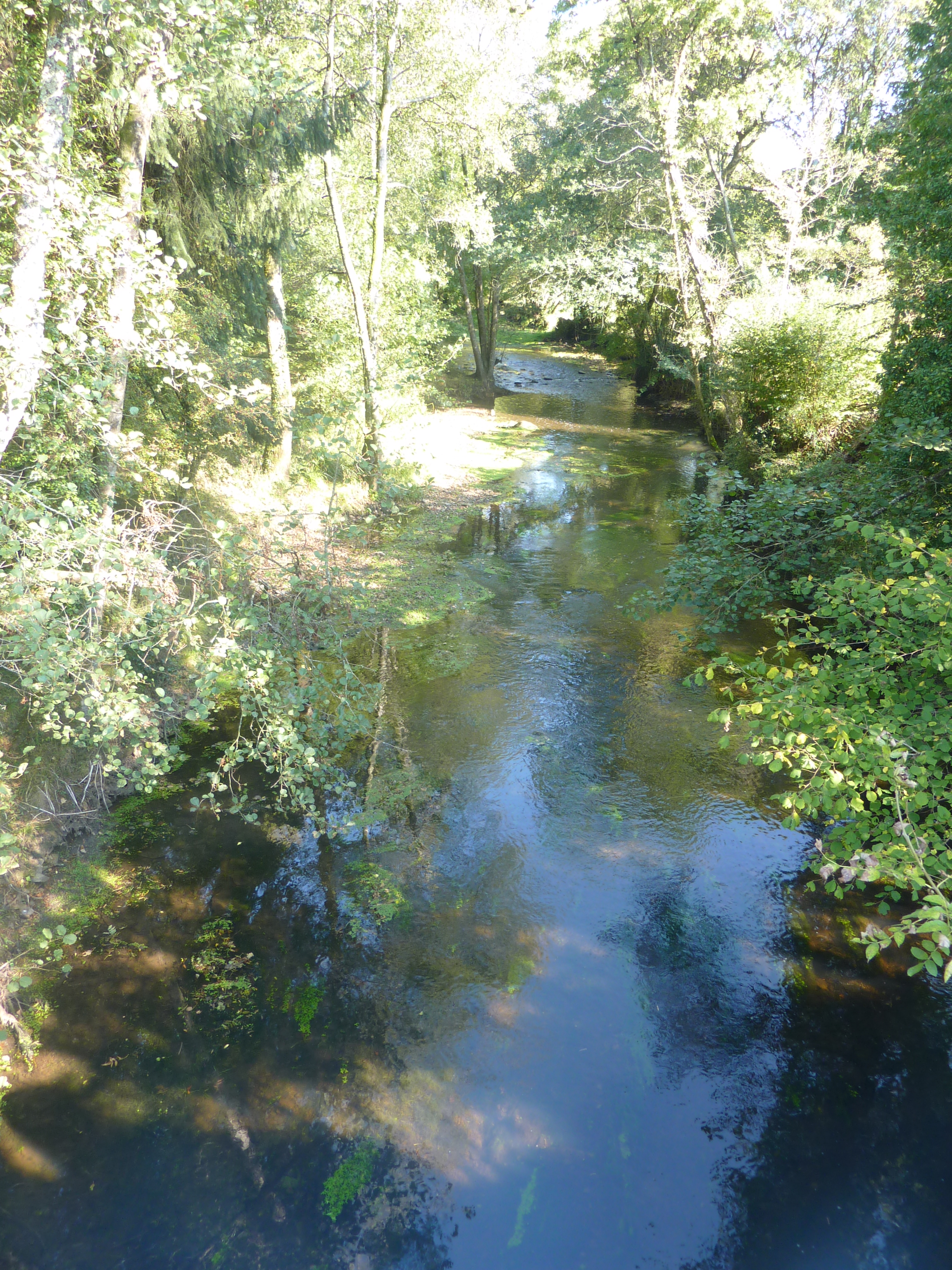
La Douffine à Pont-Réal (limite entre Lopérec et Saint-Ségal).
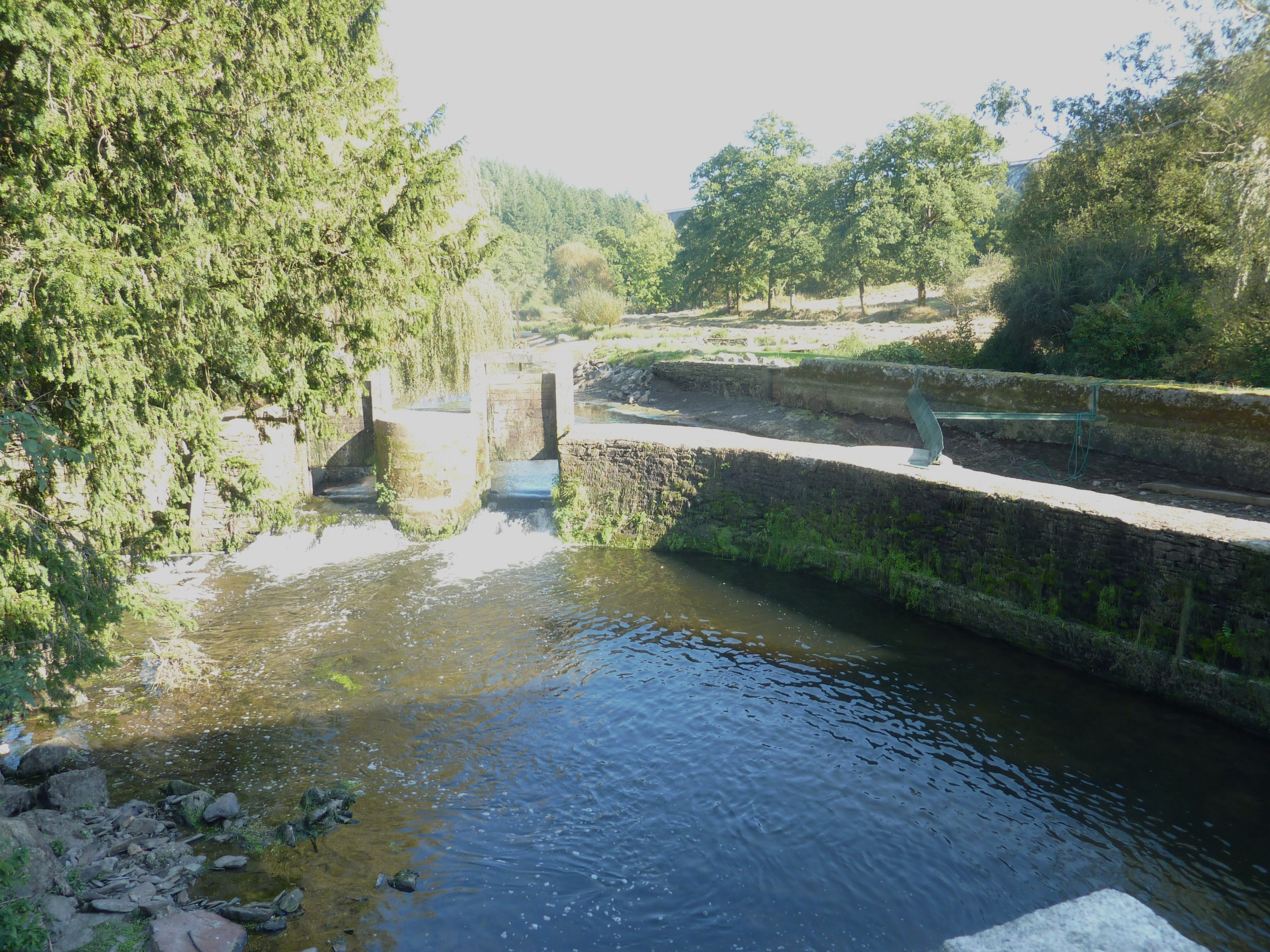
Lopérec : vanne et déversoir de la Douffine au moulin de Troaguilly.
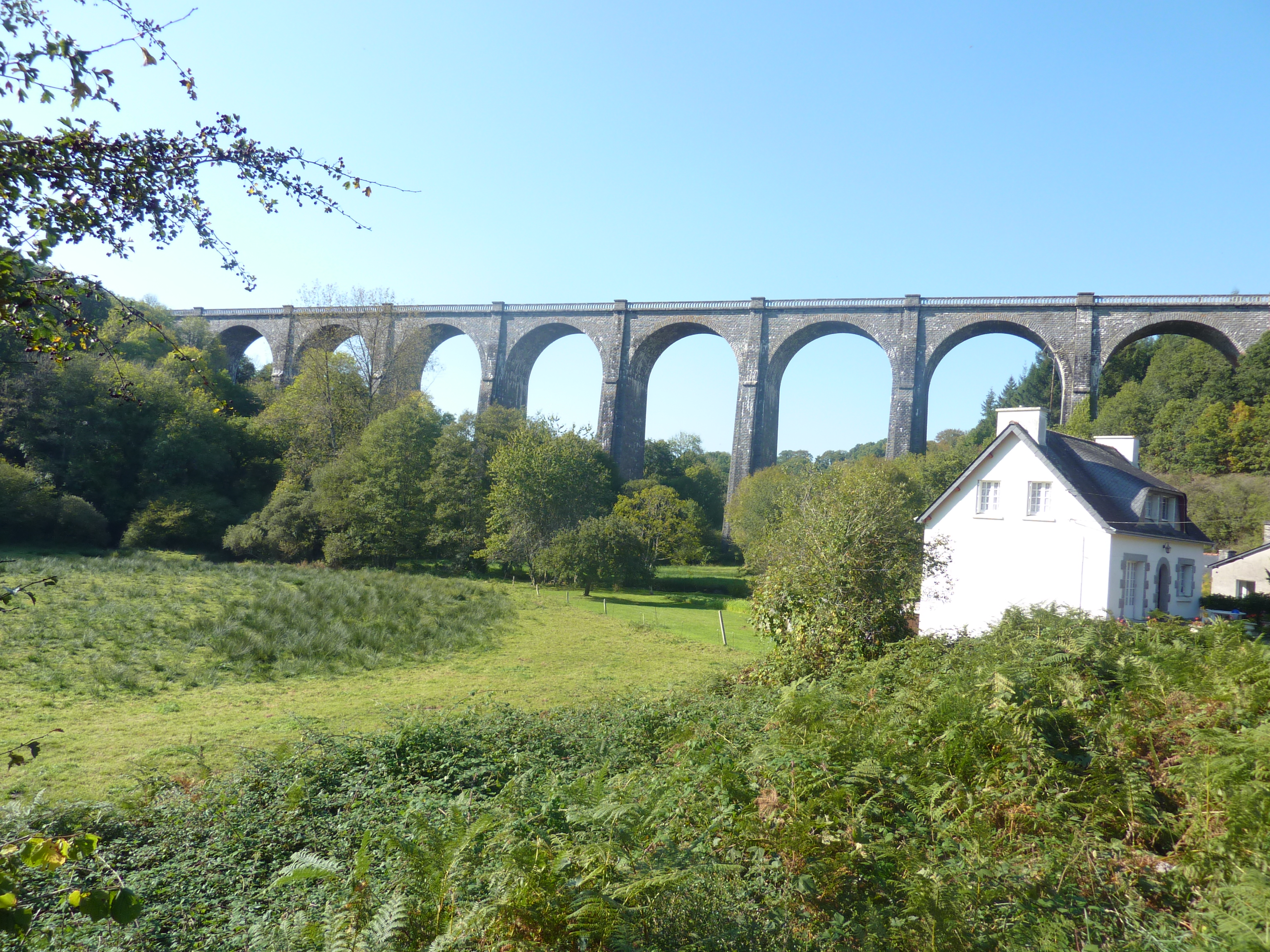
Le viaduc ferroviaire entre Paris et Pont-de-Buis (ligne Quimper-Landerneau).

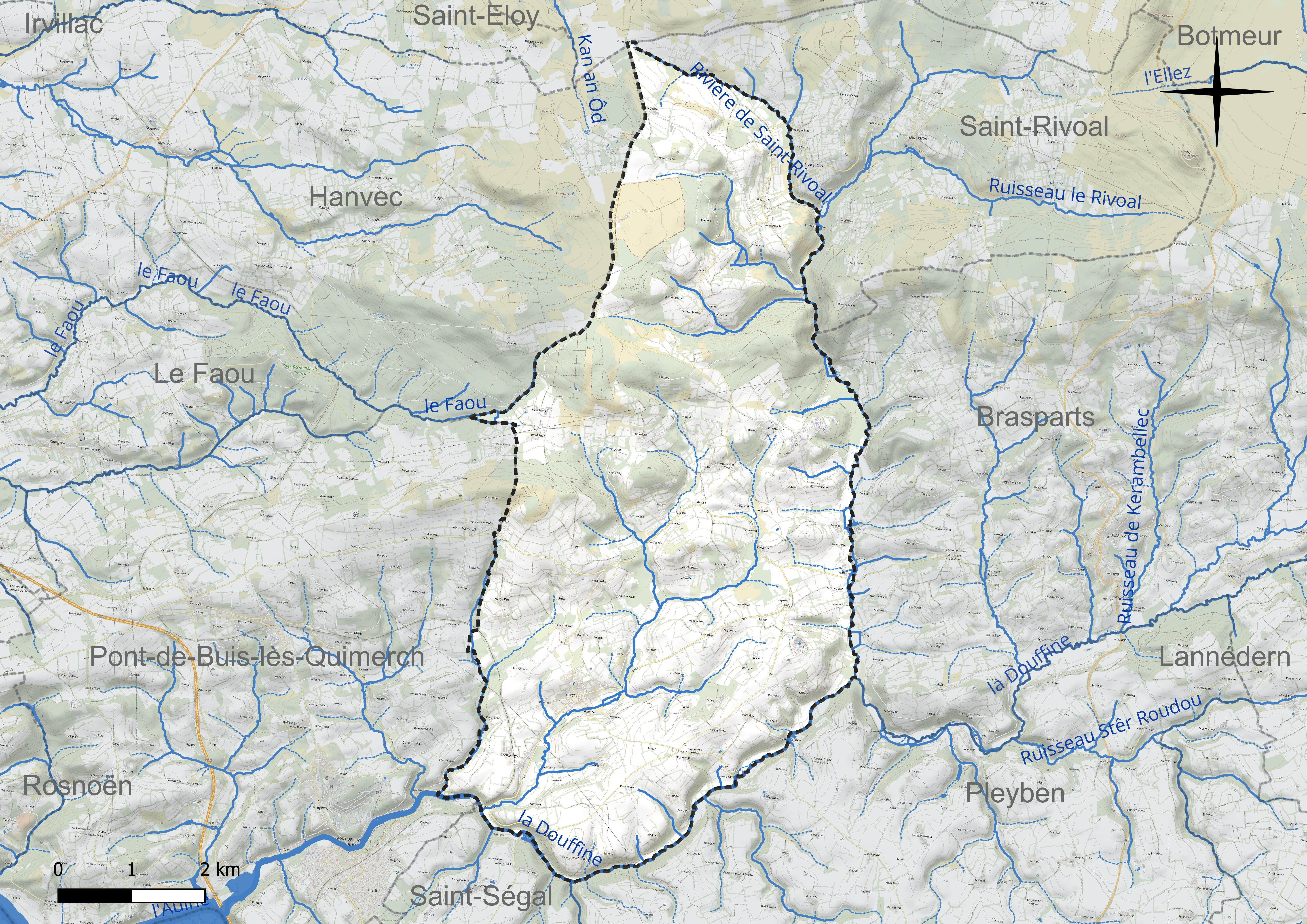
Réseau hydrographique de Lopérec.

### Climat
Pour des articles plus généraux, voir Climat de la Bretagne et Climat du Finistère.
En 2010, le climat de la commune est de type climat océanique franc, selon une étude du CNRS s'appuyant sur une série de données couvrant la période 1971-2000. En 2020, Météo-France publie une typologie des climats de la France métropolitaine dans laquelle la commune est exposée à un climat océanique et est dans la région climatique  Finistère nord, caractérisée par une pluviométrie élevée, des températures douces en hiver (6 °C), fraîches en été et des vents forts. Parallèlement l'observatoire de l'environnement en Bretagne publie en 2020 un zonage climatique de la région Bretagne, s'appuyant sur des données de Météo-France de 2009. La commune est, selon ce zonage, dans la zone « Monts d'Arrée », avec des hivers froids, peu de chaleurs et de fortes pluies.
Pour la période 1971-2000, la température annuelle moyenne est de 11,4 °C, avec  une amplitude thermique annuelle de 10,8 °C. Le cumul annuel moyen de précipitations est de 1 127 mm, avec 15,2 jours de précipitations en janvier et 7,8 jours en juillet. Pour la période 1991-2020, la température moyenne annuelle observée sur la station météorologique la plus proche, située sur la commune de Saint-Ségal à 5 km à vol d'oiseau, est de 11,8 °C et le cumul annuel moyen de précipitations est de 1 126,1 mm,. Pour l'avenir, les paramètres climatiques de la commune estimés pour 2050 selon différents scénarios d'émission de gaz à effet de serre sont consultables sur un site dédié publié par Météo-France en novembre 2022.

## Urbanisme

### Typologie
Au 1er janvier 2024, Lopérec est catégorisée commune rurale à habitat très dispersé, selon la nouvelle grille communale de densité à 7 niveaux définie par l'Insee en 2022.
Elle est située hors unité urbaine. Par ailleurs la commune fait partie de l'aire d'attraction de Pleyben - Châteaulin, dont elle est une commune de la couronne,. Cette aire, qui regroupe 18 communes, est catégorisée dans les aires de moins de 50 000 habitants,.

### Occupation des sols
L'occupation des sols de la commune, telle qu'elle ressort de la base de données européenne d'occupation biophysique des sols Corine Land Cover (CLC), est marquée par l'importance des territoires agricoles (72,5 % en 2018), en augmentation par rapport à 1990 (69,5 %). La répartition détaillée en 2018 est la suivante : 
zones agricoles hétérogènes (32,4 %), terres arables (21,7 %), prairies (18,4 %), forêts (17,5 %), milieux à végétation arbustive et/ou herbacée (9,3 %), zones urbanisées (0,8 %). L'évolution de l'occupation des sols de la commune et de ses infrastructures peut être observée sur les différentes représentations cartographiques du territoire : la carte de Cassini (XVIIIe siècle), la carte d'état-major (1820-1866) et les cartes ou photos aériennes de l'IGN pour la période actuelle (1950 à aujourd'hui).

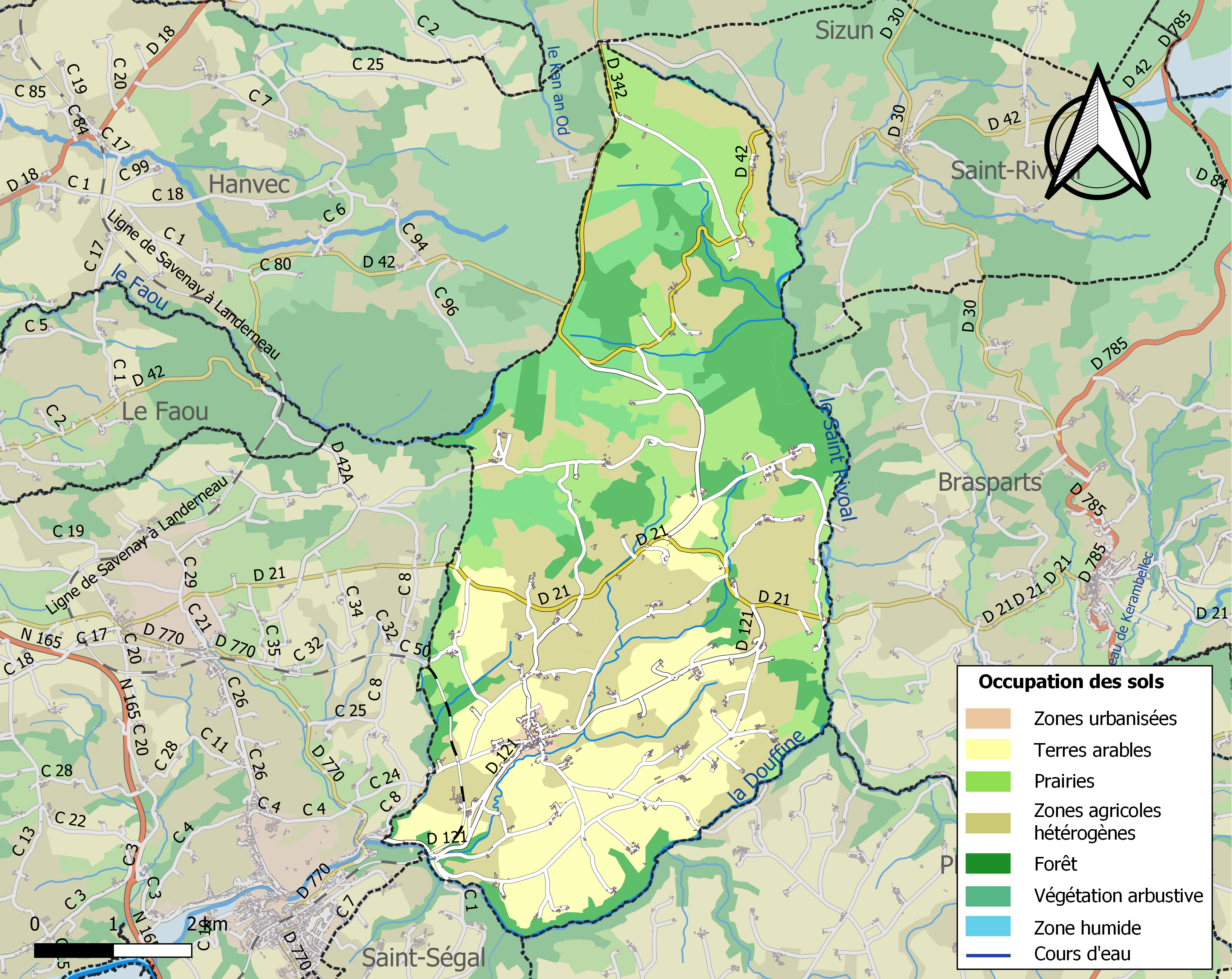
Carte des infrastructures et de l'occupation des sols de la commune en 2018 (CLC).

## Toponymie
Le nom de la localité est attesté sous les formes Locus Petroci vers 1330, Lopezrec en 1574 et jusqu'au XVIIIe siècle.
Lopérec vient du breton loc et du latin locus (« lieu consacré ») et de saint Pérec (Petroc).
D'autres toponymes Lopérec existent en Bretagne : un hameau de Locmariaquer (Morbihan) porte ce nom et possède une « chapelle Saint-Pierre de Lopérec » ; une autre « chapelle Saint-Pierre de Lopérec », située jadis dans le hameau de Placen Per, a existé dans l'actuelle commune de Trélévern dans les Côtes-d'Armor.

## Histoire

### Origines
Le nom de Lopérec remonte à l'origine de la communauté paroissiale, si l'on en juge par le préfixe lo commun aux XIe et XIIe siècles, Loco Petroci en latin de l'époque, lo-Pérec, lieu de Perrec (ou Pérec, ou Pezrec), moine venu de la Cornouaille britannique et qui vécut ermite dans un recoin isolé de la forêt du Cranou. L'existence du bourg est attestée en 1330.
Théophile Janvrais en 1912 fournit les explications suivantes :

« Cette région est le pays de Pezrec, Loc-Pezrec (“oratoire de Pezrec”), dont on a fait le nom modernisé de Loperhec, enfin Lopérec. D'après les historiens religieux, Pezrec (appelé aussi Pezran, Pezreux, Pezdrec ou Pérec) était le petit-fils d'un roi de la Cornouailles insulaire qui, renonçant au trône, se fit moine et vint s'exiler en Armorique pour l'évangéliser. Il vécut là vers l'an 600, non loin et peut-être dans un recoin de la grande forêt du Cranou, en pleine retraite ignorée et au milieu des animaux des bois, sauvages ou craintifs. L'église paroissiale de Lopérec, grâce au cardinal Brossays Saint-Marc, possède ses reliques, et il est le patron de la région. Jadis on l'appelait même la paroisse Saint-Pérec. Au point de vue ecclésiastique, Lopérec dépendait de l'évêché de Cornouaille (aujourd'hui de l'évêché de Quimper), n'étant éloigné que d'environ six lieues de son chef-lieu ; mais juridiquement toute cette région dépendait en grande partie de la vicomté du Faou, la plus importante des seigneuries de la région. Cependant, à certaines époques des XVIe, XVIIe et XVIIIe siècles, l'on vit plusieurs terres de Lopérec se mouvoir dans l'action féodale ou juridique de quelques autres seigneuries, comme celles de Penguern-Tréziguidy ou de Penanhoas. »

### Préhistoire et Antiquité

#### Le site de Ménez-Glujeau et Roc'h Caranoët

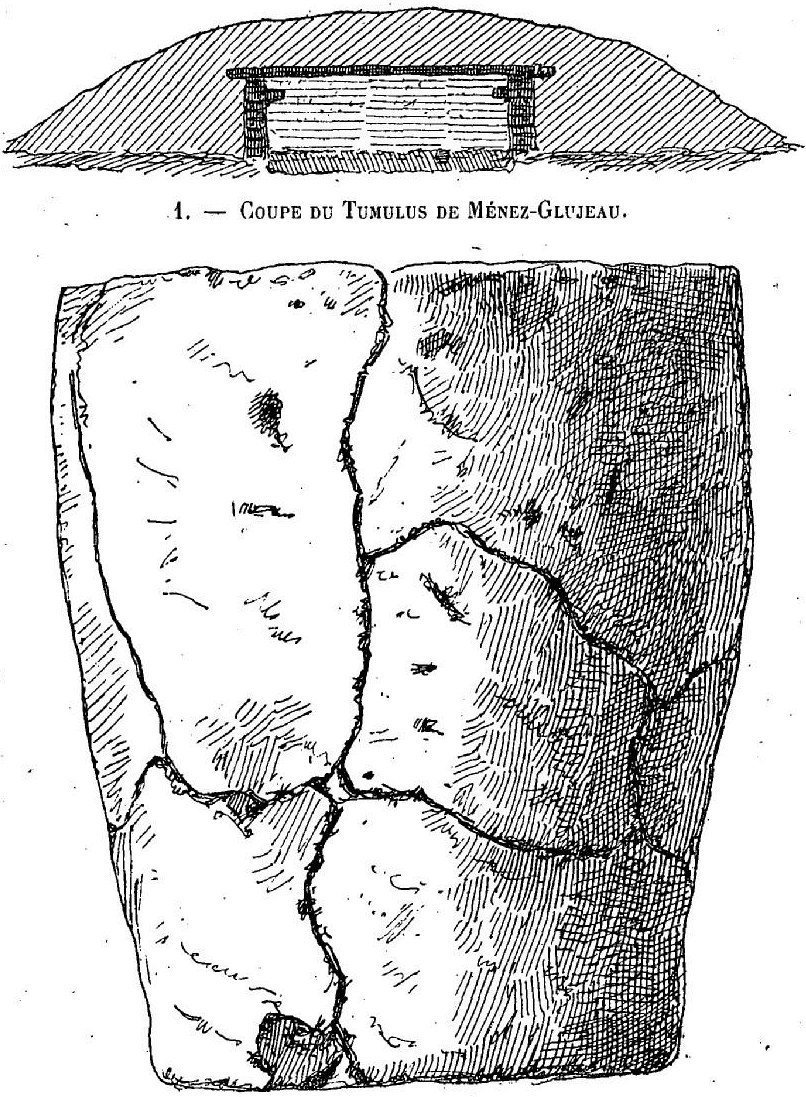
Tumulus et vase trouvé à Ménez-Glujeau.

Un tumulus situé à Ménez-Glujeau a été fouillé en 1909 et a montré des restes d'une sépulture par incinération (traces de cendres et de bois dans la chambre funéraire) et un vase brisé, en poterie grossière. D'autres tumuli se trouvaient à proximité, mais ont été rasés par les paysans dans le cadre de leurs travaux de défrichement et de mise en valeur agricole et plusieurs autres sont proches, mais situés sur le territoire de la commune de Sizun.
Ménez-Glujeau est proche de Roc'h Caranoët (Karn ar c'hoat, le « cimetière du bois »), hauteur de 250 mètres d'altitude environ, où l'on a retrouvé à la fin du XIXe siècle, à une profondeur d'environ 0,60 mètre, une quantité de troncs d'arbres (des chênes principalement) enfouis dans la terre tourbeuse et tous alignés parallèlement suivant une direction nord-sud, témoins du passé boisé de la région et d'une activité métallurgique, des restes de scories ferrugineuses ayant été trouvées sur place.
Gulet Iau (Glujeau en Lopérec) et Rudederc'h (Roudouderc'h en Sizun) ont été parmi les premiers lieux défrichés de la région, comme le prouve le cartulaire de Landévennec qui montre là deux petites exploitations complètement isolées.

### Moyen Âge

#### LeChemin du Comte
« Le Chemin du Comte, antique voie frayée pendant plusieurs kilomètres presque au sommet des montagnes, depuis les Cragou jusqu'à Saint-Éloy, et dont le nom, évocateur de souvenirs féodaux, se rapporte à ce fait qu'elle servait jadis de frontières aux deux comtés de Léon et de Poher, comme elle sépare encore aujourd'hui les arrondissements de Morlaix et de Châteaulin. Le Chemin du Comte est toujours fréquenté par les pèlerins qui se rendent à Rumengol. »

#### Jean de Penguern
Jean de Penguern, surnommé Divarsoëz en langue bretonne (“gaillard”, littéralement “sans rhumatismes”), fils aîné de Christophe de Penguern et de Marie de Kermodiern, naquit dans les dernières années du XVe siècle au manoir de Loperzec (Lopérec). Il entra fort jeune au service de la reine Anne, par ordre de laquelle il composa la « Généalogie de très haute, très puissante, très excellente et très chrestienne princesse et nostre sovvereine dame Anne, très illustre Royne de France et duchesse de Bretaigne, et les noms des Roys et Princes ses prédécesseurs, en droite ligne depuis la création jusqu'à présent, composée et extraite de plusieurs livres et chroniques par Divarsoëz Penguern, natif de Cornouailles, en l'honneur et louange de ladite dame ». Cette chronique contient 1 920 vers, divisés en strophes de huit vers de dix syllabes. Elle s'arrête à l'an 1510. Le 21 mars 1551, il épousa Annie de Kersauzon dont il eut trois enfants et mourut à un âge très avancé en 1579 et fut inhumé dans l'église paroissiale de Lopérec.

### Les nombreux manoirs
Selon Jean-Baptiste Ogée, en 1420, les manoirs nobles de la paroisse étaient « Ker-goëfient, au vicomte du Faou ; Guillon, à Guiomar Kernier ; Ker-guern, à Olive de Keraër ; Ker-guern, à Olive de Paluë ; Ker-guenit ; Toulglez ; Liezeau » et en 1510 « la maison noble du Bouil, au vicomte du Faou ; Ker-vinic et Baudar, au sieur de Kersauson ; Lamberdego, Crevel et Bihan, au sieur de la Paluë ; Pengueren, le Parc, le Glefguen et Goulgean, à Christophe de Pengueren ; Penlun, à Hervé de Kerpen, l'Isle-Rolland ».
Une douzaine de « lieux nobles » sont recensés dans la paroisse en 1536, mais quatre d'entre eux seulement survivent actuellement.

« La paroisse de Lopérec comptait sur son territoire les manoirs de l'Isle au bourg  et de Penguern (aux de Penguern-Tréziguidy), ceux de Lambézégou et de Penanhoas-Kerascoët (aux de Penguern et aux de la Ballue), celui de Glugeau (aux seigneurs de Fava), celui du Bruil ou Bruluec (aux de Penanguer), celui de Kervinic (aux Tréouret, aux de Penguern, puis aux Kersauzon) ; les manoirs de Kerrain et de Toulguélennec ; celui de Pellan ou de Penlan (aux de Kerpaën), ceux du Nivot et de Kerourien (aux Dangérès du Main), enfin le manoir de Penanhoas-Lisle-Adam. »

#### Le manoir du Nivot
Théophile Janvrais présente ainsi le manoir du Nivot, qui date des environs de 1650, même si l'existence d'une enceinte médiévale encore visible par endroits prouve l'existence d'une construction antérieure :

« Le manoir et la terre du Nivot, avec chapelle, moulin, bois, issues et dépendances, [sont] situées dans la partie nord de la paroisse de Lopérec, au septentrion de la route de Braspartz [Brasparts] au Faou, et au milieu de coteaux montagneux, boisés et élevés qui dominent le cours de la petite rivière du Rivoal. »

Au XVIIIe siècle, le manoir était la propriété de la famille Dangerès du Mains depuis qu'il avait été acquis à la fin du XVIIe siècle par René Dangerès du Mains. Le mariage de l'une de ses filles, Françoise-Thomase, le 5 mai 1705 avec l'enseigne de vaisseau Jean de Villiers, seigneur de l'Isle-Adam, décédé au Nivot âgé de 40 ans le 16 septembre 1710 et qui est à l'origine de la branche bretonne de la famille de Villiers de L'Isle-Adam à Lopérec.
Pendant la Révolution française, la chapelle du manoir fut désaffectée et le manoir du Nivot fut acheté par François Rolland, né en 1769 à Lopérec, notaire dans cette paroisse. Il fut assassiné d'un coup de feu pendant la Terreur blanche le 20 mai 1816.

#### Le manoir de Penanhoas
Le plus connu de ces manoirs est celui de Penanhoas, dont l'étymologie est expliquée ainsi par Théophile Janvrais :

« Le nom de Penanhoas s'est écrit Penanhoaz (réformation de 1669), Pennanoas ou Penanois en 1704, Pennannoas ou Pennanouas en 1718, Pennenouäs (dans les lettres de Villiers de l'Isle-Adam), Pennouas en 1761 (dans une déclaration de succession) et de nombreuses autres variantes. Ce substantif se décompose en penn (“tête”) et nouas ou noas (“nue”, “tête nue”, “terrain dénudé”). Une autre hypothèse penche pour roas (“rivière” ou “ruisseau”), ce qui est aussi possible compte tenu de la proximité de la source du ruisseau du Dourduff. »

Du XVe au XVIIe siècle, le manoir et la seigneurie de Penanhoas étaient la propriété de la famille de Tréouret, originaire de Cast, comme le prouvent les réformations et montres de 1426 à 1562. En 1713, il est acheté par Jean de Blois de la Calande qui décède dès 1719, mais resta habité par sa veuve et ses trois enfants, les enfants du premier mari (Jean de Villiers de l'Isle-Adam) de celle-ci le fréquentant également.
Françoise-Thomase Dangerès du Mains, veuve de Jean de Villiers (voir ci-dessus), se remaria avec Jean Thimothée de Blois, seigneur de la Calande et de Largenoux (Jean de Blois de la Calande), qui acheta le 9 septembre 1713 le manoir de Penanhoas, distant d'à peu près une lieue du Nivot. Jean de Blois de la Calande, capitaine en second sur le Mars, fit partie de l'escadre de Gilles-Marie des Nos, comte de Champmeslin, chargé de défendre les colonies françaises d'Amérique et décède lors du siège et de la prise temporaire de Pensacola en 1719 au détriment des Espagnols. Françoise Dangerès du Mains vécut les dernières années de sa vie à Brest où elle décéda âgée de 78 ans en 1753, enterrée dans l'église Saint-Louis. L'inventaire vers 1750 du mobilier du manoir et de ses biens est longuement décrit dans l'article de Théophile Janvrais.
La métairie du manoir de Penanhoas au XVIIIe siècle est décrite sur un site internet.
Pendant la Révolution française, Penanhoas devint bien national et fut vendu le 11 thermidor an III (29 juillet 1795) à Yves Le Floc'h, du Faou.

#### Des manoirs fréquentés par des personnes connues
« La gloire de la petite paroisse de Lopérec sera d'avoir été, au XVIIIe siècle, l'habitat préféré, tant au manoir du Nivot qu'à celui de Penanhoas, de trois des plus vaillants lieutenants de Duguay-Trouin : de la Jaille, de Blois de la Calande, et Jean de Villiers de l'Isle-Adam. Comme ce fut aussi son honneur d'avoir eu maintes fois, en villégiature d'été, d'autres hommes de mer qui appartiennent à l'histoire nationale : René Duguay-Trouin et son père Luc Trouin de la Barbinays, les de Roquefeuil, les fils Blois de la Galande, le baron d'Orognen, Bétéder de Bordenave, Nogerée de la Fillière, de Tourville, de Linois, etc. »

.

### Époque moderne

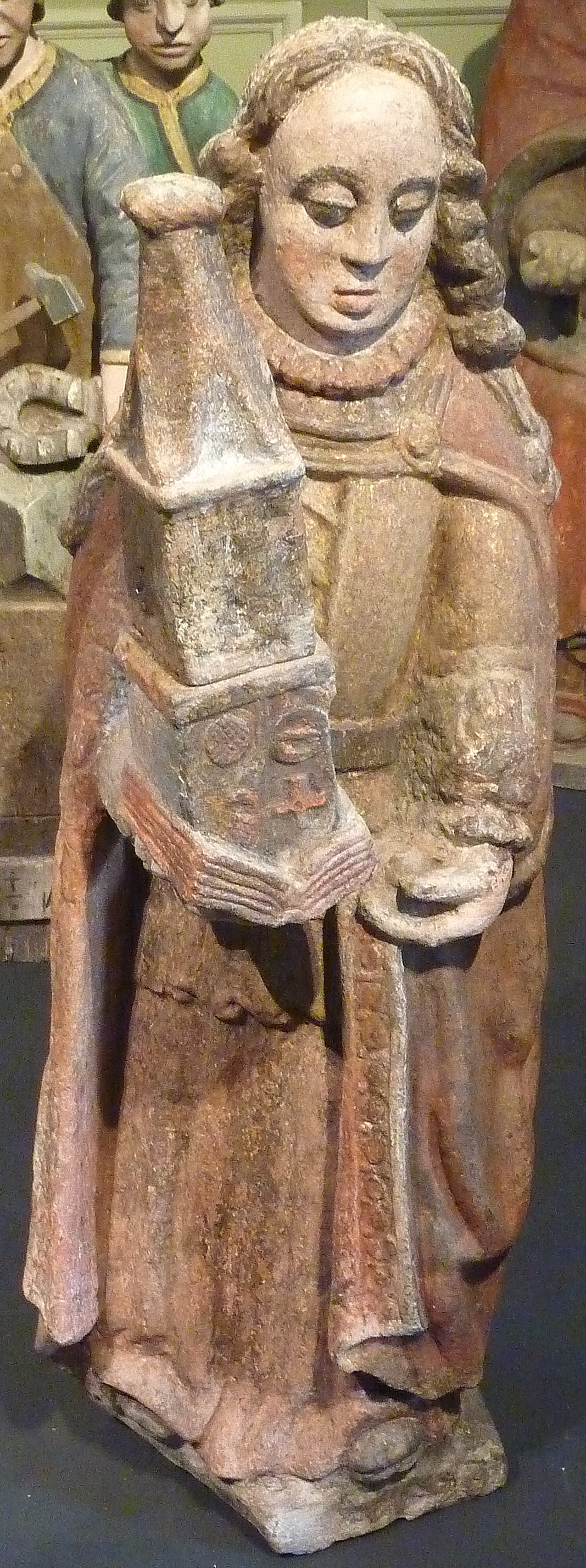
Lopérec : statue de sainte Barbe (bois polychrome, XVIe siècle).

En 1759, une ordonnance de Louis XV ordonne à la paroisse de Loperec [Lopérec] de fournir 29 hommes et de payer 190 livres pour « la dépense annuelle de la garde-côte de Bretagne ».
Selon Louis Charpentier, dans une monographie intitulée "De Funnay à Ty Mur. Mémorable aventure d'Escailleurs ardennais qui s'en furent au pays d'Armor, exploiter les pierres d'ardoises", vers 1777 des Ardennais, venant principalement de la région de Fumay, vinrent trouver du travail dans les ardoisières de la vallée de l'Aulne, apportant avec eux l'art de mieux tailler l'ardoise. Dans l'impossibilité de trouver leur lieu réel d'origine, P.-A. Limon les surnomme "Parisiens" dans son livre "Usages et règlements locaux en vigueur dans le Finistère" publié en 1857, et les ardoises bretonnes furent surnommées "parisiennes". Cette immigration concerna principalement les communes de Port-Launay, Châteaulin, Lopérec, Saint-Coulitz, Pleyben, Lothey, Gouézec, Lennon, Spézet, Motreff, Châteauneuf-du-Faou et Saint-Goazec. Les noms de famille se sont transformés au fil du temps : les Waslet sont devenus Voachelet, Les Lefèvre sont devenus Lefeuvre, les Bouchy Bouché, etc..
Jean-Baptiste Ogée décrit Lopérec en 1778 :

« Lopezrec, sur une hauteur ; à six lieues un quart au nord de Quimper, son évêché ; à 38 lieues un tiers de Rennes ; et à 2 lieues de Châteaulin, sa subdélégation et son ressort. On y compte 1 800 communiants ; la cure est à l'alternative. Ce territoire est coupé de ruisseaux qui vont se jeter dans la rivière d'Aulne. Celui de Buis est le plus considérable. Il fait tourner le moulin à poudre de son nom, qui se voit de la route de Quimper à Landerneau, à trois quarts de lieue du bourg. C'est un pays couvert, où l'on trouve des terres en labeur [labourables], des arbres à fruits pour le cidre, des prairies, des landes et la forêt du Craniou. (...) »

### La Révolution française
Pendant la Révolution française, la grotte de Toul-an-Diaoul abrita des chouans. Le clergé fut alors protégé par la population et exerça clandestinement son ministère.

### LeXIXesiècle

#### Descriptions de Lopérec dans la première moitié duXIXesiècle
L'on dispose de la description détaillée d'une ferme du village de Kervent en 1806; l'on y cultivait alors le lin et le chanvre :

« La maison manale couverte d'ardoises contenante de long à deux longères onze décamettres cinq centièmes de large, en œuvre à deux pignons de dix décamèttres soixante douze centièmes, sur sept décamètres quatre-vingt centièmes de hauteur compensée, ayant un arcboutant [porte en plein cintre] au midy avancé [maison à avancée] en dehors de soixante cinq centimèttres, de franc en œuvre trois mettres vingt cinq centimètres, deux  portes, l'une au midy & l'autre au nord, quatre fenètres, trois orbes [armoires murales], une cheminée menton & corbeaux en bois, sept poutres, deux fermes, quatre filiaires [pièces de charpente], un fêteau [pièces de charpente], soixante quinze chevrons, un escalier en bois de sept marches, une fournaise foyer [four intérieur] pavé en grosse ardoisières. [...] Une maison nommée Ty bian couverte de gleds [chaume] ; autre maison dite Ty huelaf couverte de gleds ; une crèche nommée Craon Bras couverts de gleds ; le four ayant de [ ? ] décamèttre deux mettres dix sept centimèttres avec son arcbouchure [ouverture en plein cintre] ; la fontaine et le douet [bassin à rouir le chanvre] avec leurs grottes ardoisines [voûtes et sols en ardoise] ; soul [soue, crèche à cochons] à pourceaux & l'écurie. »

Lopérec fut aussi aux XVIIIe et XIXe siècles un centre de production de cerises, vendues sur les marchés de Brest et du Faou.

En 1830, un voyageur décrivit ainsi Lopérec : 

« On parcourt des chemins creux, enfoncés ou dans la saison des pluies peuvent s'engouffrer voitures, chevaux, piétons mais qui dans les beaux jours sont enchanteurs. Ils roulent et se développent sur le penchant de coteaux rapides ou dans de délicieuses vallées ; partout de l'eau, du feuillage, des arbres majestueux, des villages nombreux, environnés de riches vergers ou, le pommier, le cerisier manient leurs fleurs éclatantes de pourpres et de blancheur. »

En 1843, A. Marteville et P. Varin, continuateurs d'Ogée, décrivent ainsi Lopérec et ses cerisiers :

« Lopérec : commune formée par l'ancienne paroisse du même nom, aujourd'hui succursale (...). Le pays qui environne la poudrerie de Pont-de-Buis est peut-être le plus délicieux de toute la Bretagne. Rien ne peut peindre l'aspect de ces collines accidentées et couvertes au printemps d'autant de fleurs que de verdure. Là, comme dans toute notre vieille Bretagne, les maisons sont plus souvent isolées qu'agglomérées en village, et chacune d'elles est comme enveloppée dans un petit bois de cerisiers dont la culture est une des industries principales du cultivateur. Ces mille oasis couvertes de leurs bouquets de fleurs blanches et rosées émaillent cette riante campagne et en font un véritable jardin anglais. Quand vient la maturité des cerises, les routes semblent transformées en marché aux fruits. Des centaines de paysans, les uns à pied, les autres en charrettes, portent leur récolte au marché du Faou, débouché principal des cerises et entrepôt de Brest, qui en absorbe une partie et expédie l'autre aux îles anglaises. Malheureusement toute médaille a son revers : la cueillette des cerises fait souvent négliger celle des foins, et la perte qu'on éprouve sur ceux-ci compense le bénéfice que l'on fait sur celle-là. Mais ne parlez-pas aux communes de Lopérec, Quimerch et Saint-Segal de renoncer à leurs cerisiers, qui leur donnent une quinzaine entière de jeux et de plaisirs, comme les vendanges en donnent aux pays vignobles ; et c'est bien quelque chose que quinze jours de gaieté. (...)
 On parle le breton. »

Le cadastre de 1844 fait état de 11 moulins sur le territoire communal : Glujeau, Kerain, Le Nivot, moulin du Faou, moulin Huella, moulin du pont, Penguern, Penarguer, Kervern, Penarous et moulin neuf. Tous ont disparu ou sont en état de vestiges, à l'exception du moulin de Penguern transformé en minoterie et aujourd'hui désaffecté.

#### De mauvaises conditions sanitaires
Plusieurs épidémies jalonnent l'histoire de la commune au XIXe siècle : la pente naturelle du terrain du cimetière situé dans l'enclos paroissial entraînait l'eau de ruissellement vers les puits et ruisseaux ; par exemple en 1870 une épidémie de variole, suivie d'une de choléra, décime la population. Mais ce n'est qu'en 1883 que fut prise la décision de ne plus faire de sépultures autour de l'église.

#### La fin duXIXesiècle
Un Lopérécois, François Broustail, fit partie de victimes du camp de Conlie pendant la guerre de 1870.
En 1872, une école de filles est créée à Lopérec. Dans le courant du XIXe siècle, entre 1811 et 1896, 22 jeunes hommes originaires de Lopérec ont été ordonnés prêtres.

#### L'école de hameau de Kervès
Fin XIXe siècle, la construction de 67 écoles de hameaux a été autorisée dans le Finistère par deux décrets :
- le décret du 25 octobre 1881 qui a délégué une subvention pour 18 écoles de hameaux sur l'arrondissement de Quimperlé ; toutes ont été bâties ;
- le décret du 14 mars 1882 qui a délégué une subvention pour 50 écoles de hameaux sur les quatre autres arrondissements du département (Brest, Châteaulin, Morlaix, Quimper) à choisir dans les communes « dont le territoire est le plus étendu et les ressources les plus restreintes » ; 49 ont été bâties dont 1 à Lopérec (Kervès)[52].

### LeXXesiècle

#### L'école d'agriculture du Nivot[53]

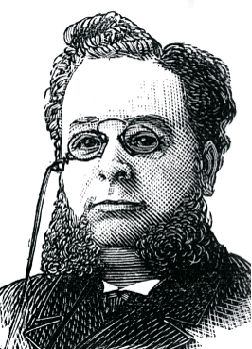
Jean Charles Chevillotte (1838-1914).

Jean Charles Chevillotte, né le 3 février 1838 à Brest, décédé le 6 mai 1914 à Monte-Carlo), armateur à Brest, homme politique (il fut député entre 1885 et 1889) et catholique fervent, acheta le domaine du Nivot en 1889 à la princesse de Hohenhole, épouse du gouverneur d'Alsace-Lorraine et futur chancelier d'Allemagne, qui avait transformé en château de chasse en 1884. Il y effectua d'importants travaux, faisant rehausser le logis en 1895 et plantant dans le domaine 400 000 arbres et rêvant d'y installer une école d'agriculture. Il augmente la superficie du domaine en procédant à des acquisitions importantes de terres, transforme les bâtiments de la ferme, renouvelle l'outillage agricole, défriche ou boise les landes jusqu'alors incultes, participant ainsi à la révolution agricole bretonne. Il décède terrassé par une crise cardiaque sans avoir eu le temps de mener à bien ce projet, finalement porté par sa veuve Marie-Ange Gayet qui gère la « fondation Chevillotte ». Une première tentative de ferme expérimentale entre 1917 et 1921, conduite sous la responsabilité de l'université catholique d'Angers par des Jésuites, échoue. La seconde tentative est la bonne, sous la direction de François Nicol, visiteur des Frères de Ploërmel, et débute avec la construction en 1922-1923, en pierre de taille de Locronan, du bâtiment principal de l'école. La première rentrée scolaire a lieu en octobre 1923, les objectifs étant de donner aux élèves une formation religieuse, professionnelle et sociale et de créer une élite rurale.
L'école, qui ouvre avant celle, laïque, de Bréhoulou (en Fouesnant), bénéficie du soutien de l'Office central de Landerneau et de son président le comte Hervé Budes de Guébriant et a formé en un siècle bon nombre des cadres de l'agriculture finistérienne.

#### Les charbonniers de la forêt du Nivot
Des charbonniers ont exercé leur activité dans la forêt du Nivot jusque vers le milieu du XXe siècle, comme en témoigne le fait divers suivant survenu en 1943 :

« Lundi 28 juin dans l'après-midi, Jean Rolland, charbonnier, était occupé autour d'un four à carboniser dans le bois du Nivot, près du lieu-dit Toul an Diaoul. Des flammes s'échappèrent du four et mirent le feu à des broussailles. En raison de la sécheresse et d'un vent assez fort, vent nord-est, le feu gagna rapidement. Appelés par le tocsin, les voisins et ceux du bourg accoururent ainsi que des Allemands en cantonnement. Ce n'est que le soir que l'incendie fut maîtrisé : il avait brûlé une vingtaine d'hectares et deux cents cordes de bois. »

#### La Première Guerre mondiale

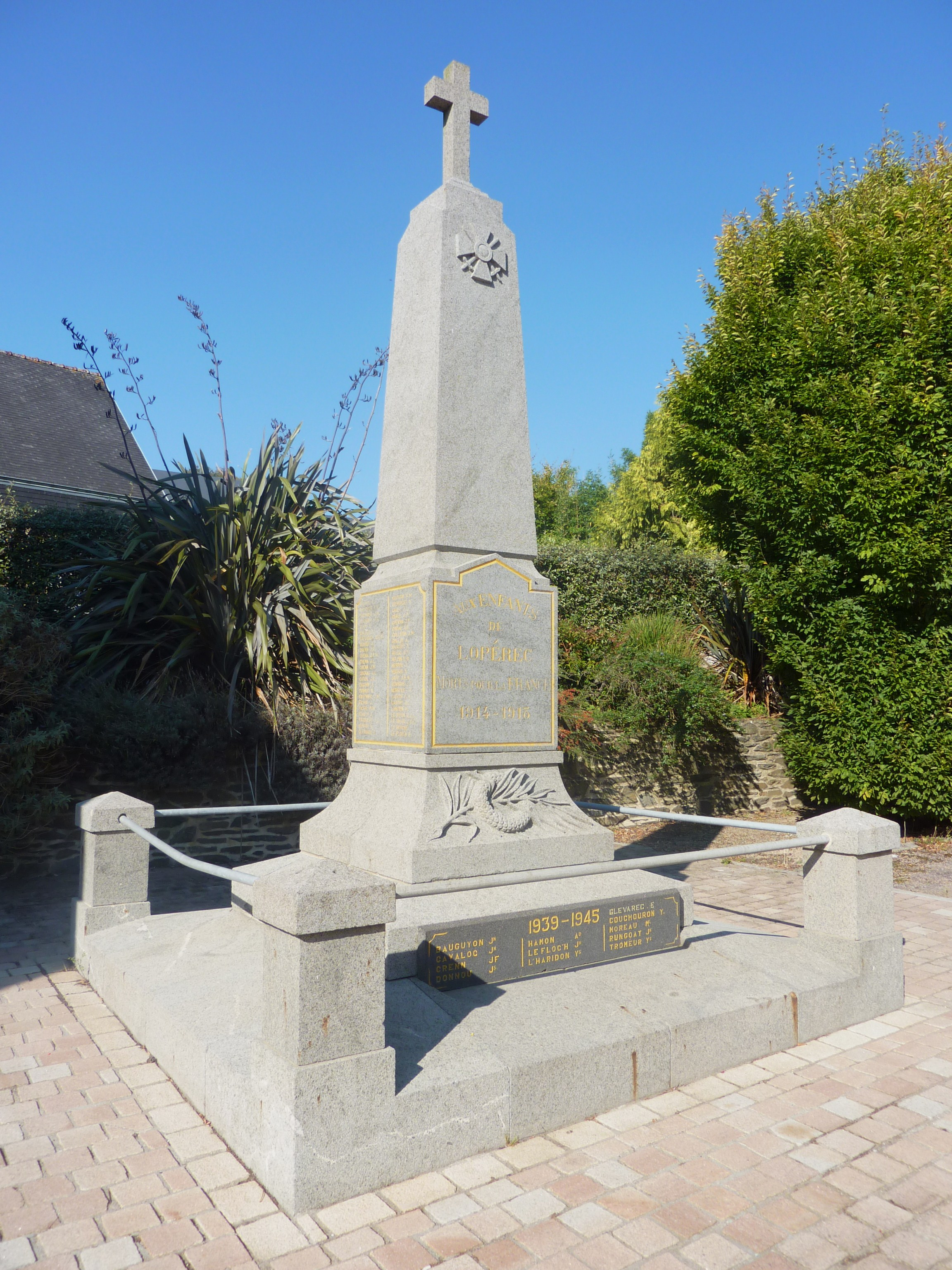
Lopérec : le monument aux morts.

Lopérec a perdu 88 de ses habitants dans les guerres du XXe siècle si l'on en croit le monument aux morts de la commune : 70 sont morts pour la France pendant la Première Guerre mondiale.

#### L'Entre-deux-guerres
L'école d'agriculture du Nivot comptait en 1939 120 élèves, répartis sur quatra années de formation.

#### La Seconde Guerre mondiale
Pendant l'occupation allemande l'école du Nivot servit de refuge pour des familles brestoises sinistrées en raison des bombardements de la ville ; elle abrita aussi des clandestins à la recherche d'un refuge.
13 personnes de Lopérec sont mortes pour la France pendant la Seconde Guerre mondiale, 1 pendant la guerre d'Algérie et 4 dans des circonstances non précisées.
Le 27 avril 1944 à Lopérec, la police allemande abat François Le Gall de trois coups de feu.
Le 29 juin 1944, les Allemands encerclent la minoterie Cavaloc à Loqueffret qui approvisionne le maquisFTPF du Nivot et de Bodriec. Le meunier est emprisonné quelques jours et torturé ; dans la nuit du 9 au 10 juillet 1944, son fils Jean Cavaloc, né le 5 juin 1922 à Lopérec, réfractaire au STO, est emprisonné puis fusillé après avoir été atrocement torturé dans la cave située sous la chapelle de l'école Saint-Louis de Châteaulin, ainsi que deux autres résistants François Toullec, de Brennilis, 20 ans, et François Salaün, de Loqueffret, 22 ans. Les maquisards, principalement une vingtaine de jeunes de 18 à 20 ans réfractaires au STO originaires des régions de Pont-de-Buis et Brasparts, encadrés par quelques anciens, sous les ordres de Pierre Bodenan, se cachaient dans la grotte de Toul an Diaoul et se ravitaillaient à l'école d'agriculture du Nivot et dans les fermes avoisinantes. Le 3 août 1944, l'encerclement du maquis du Nivot par le kommando de Landerneau aidé de collaborateurs français, essentiellement des membres issus du Parti nationaliste breton, fait 5 morts : Pierre Baron et Georges Salaun, tous deux de Brasparts ; Bertrand Le Faou Keruzoré, de Plonévez-du-Faou ; Camille Omnès, de Quimerc'h; Le Cloarec, de Quimper.

#### L'après Seconde Guerre mondiale

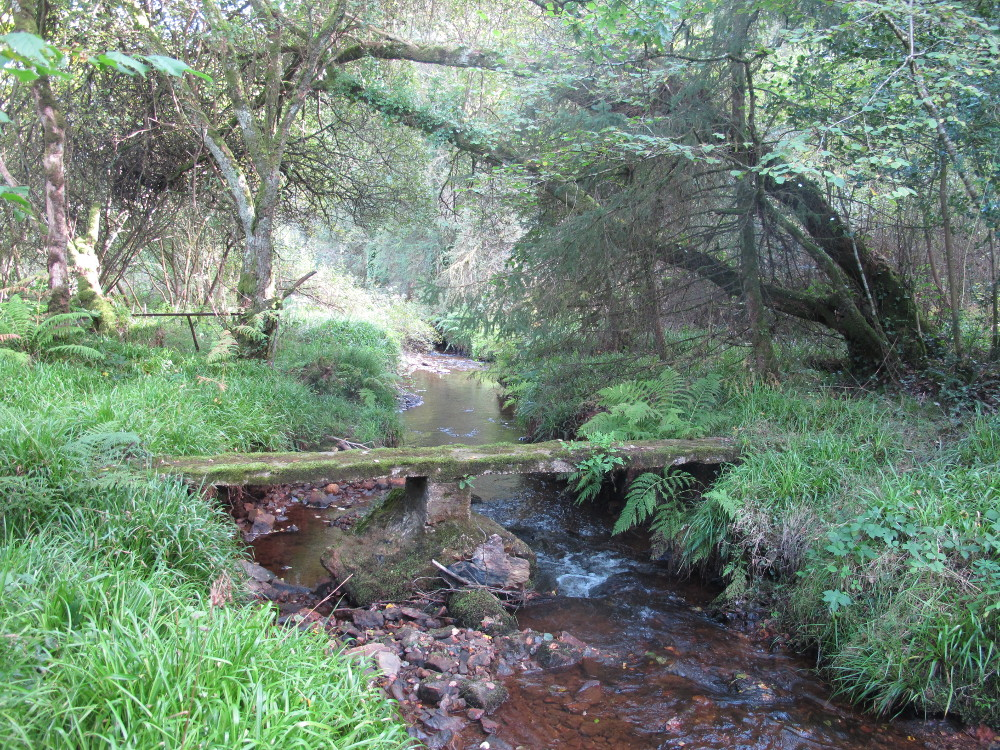
Passerelle en ciment mise en place par des habitants de Lopérec au milieu du XXe siècle pour faciliter le passage des élèves venant du « Koste Glujoù » à l'école publique de Saint-Rivoal.

## Démographie
| 1793  | 1800  | 1806 | 1821  | 1831  | 1836  | 1841  | 1846  | 1851  |
| ----- | ----- | ---- | ----- | ----- | ----- | ----- | ----- | ----- |
| 2 118 | 1 588 | 295  | 1 826 | 1 897 | 2 030 | 2 056 | 2 101 | 2 062 |

| 1856  | 1861  | 1866  | 1872  | 1876  | 1881  | 1886  | 1891  | 1896  |
| ----- | ----- | ----- | ----- | ----- | ----- | ----- | ----- | ----- |
| 1 938 | 1 893 | 2 016 | 1 902 | 1 899 | 1 885 | 1 875 | 1 892 | 1 757 |

| 1901  | 1906  | 1911  | 1921  | 1926  | 1931  | 1936  | 1946  | 1954  |
| ----- | ----- | ----- | ----- | ----- | ----- | ----- | ----- | ----- |
| 1 803 | 1 845 | 1 778 | 1 661 | 1 640 | 1 522 | 1 411 | 1 337 | 1 210 |

| 1962  | 1968 | 1975 | 1982 | 1990 | 1999 | 2006 | 2008 | 2013 |
| ----- | ---- | ---- | ---- | ---- | ---- | ---- | ---- | ---- |
| 1 082 | 943  | 769  | 674  | 723  | 714  | 812  | 804  | 835  |

| 2018 | 2022 | - | - | - | - | - | - | - |
| ---- | ---- | - | - | - | - | - | - | - |
| 867  | 832  | - | - | - | - | - | - | - |

Commentaire : Le nombre d'habitants indiqué en 1806 semble aberrant, il n'en est donc pas tenu compte dans le commentaire. Lopérec a perdu 1 310 habitants, soit 62 % de sa population en un peu plus de deux siècles, entre 1793 et 2007, le déclin démographique est donc très important. Jamais, depuis que des recensements existent, la commune n'a été aussi peuplée que lors du premier d'entre eux, en 1793. Si la population est restée à peu près stable dans les deux premiers tiers du XIXe siècle et ne décline que très lentement entre 1866 et 1906, la majeure partie du XXe siècle est marquée par un déclin démographique spectaculaire (perte de 1 171 habitants, soit -63,4 % en 76 ans entre 1906 et 1982, année du minimum démographique avec 674 habitants. L'exode rural a donc été très important. Une certaine reprise démographique s'observe toutefois ces dernières décennies, la commune regagnant 121 habitants (+17,9 %) en 25 ans entre 1982 et 2007.
En 2007, presque la moitié des résidences principales (47,8 %) dataient d'avant 1949 ; toutefois 125 nouvelles résidences principales (39,8 % du total) ont été construites entre 1975 et 2004, plusieurs lotissements témoignant également du regain de vitalité de la commune.
Après avoir été négatifs tous les deux pendant la majeure partie du XXe siècle, il faut attendre la période intercensitaire 1999-2007 pour que le solde naturel redevienne légèrement positif, le solde migratoire l'étant toutefois à nouveau depuis 1982, ce qui confirme le regain du dynamisme démographique depuis quelques années.
Traditionnellement la population agglomérée au bourg est faible : 263 habitants en 1886, soit 14 % d'un total communal de 1 875 habitants cette année-là ; la prédominance de l'habitat dispersé s'explique par l'étendue de la superficie communale. La majeure partie de la population est dispersée dans les 54 écarts (des hameaux dénommés localement villages) traditionnellement recensés dans la commune.

## Politique et administration
| Période | Période  | Identité        | Étiquette      | Qualité   |
| ------- | -------- | --------------- | -------------- | --------- |
| 1952    | 1983     | Albert Vrignaud | SFIO→PS        | Négociant |
| 1983    | en cours | Jean-Yves Crenn | Sans étiquette | Retraité  |

La commune compte un bureau de poste et un point d'accès Internet à la mairie.

## Économie

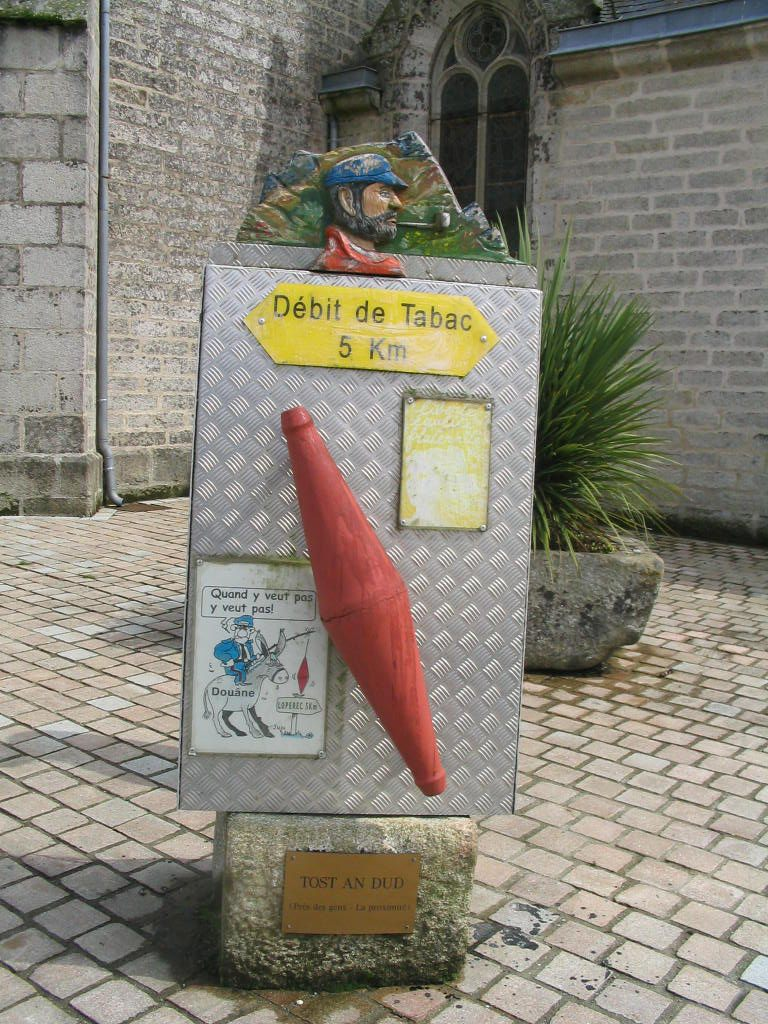
Monument Tost-an-dud, monument dédié à la « proximité » (le débit de tabac se trouve à 5 km du bourg).

Un bar, un restaurant-bar, une épicerie communale, un salon de coiffure, un cabinet de médecin et un informaticien (d'après le plan élaboré par la mairie, avant d'y aménager le nouveau porche).
Le bar Tost d'an dud (« près des gens » en breton), qui bénéficie du label « cafés de pays », organise régulièrement des récitals et des soirées à thèmes inspirées de la culture celtique : fête gauloise, saint Patrick, saint André, saint Yves, etc.

## Activité militaire
- Le Centre radio-auxiliaire du Cranou

## Monuments et sites
Une enquête sur le patrimoine architectural et mobilier de Lopérec a été menée en 1996. Le patrimoine historique concerne essentiellement l'église datant de 1586 et agrandie en 1860, le calvaire, classé monument historique (1552), la chapelle Saint-Guénolé.
- L'église Saint-Pérec date des XVIe et XVIIe siècles, mais a été agrandie en 1894. Le clocher, les fonts baptismaux, les deux porches sud et ouest et la sacristie d'origine ont été conservés, le clocher datant de 1764 dans son état actuel. Le porche sud contient les statues des douze Apôtres et l'écusson de la famille de Penguern, fondatrice de l'église. Le porche ouest présente une porte en plein cintre surmontée d'un fronton à volutes décorées d'une tête de mort et de la Sainte Face qui encadrent une niche contenant une statue de saint Pérec (représenté en moine tenant une biche sur ses genoux), et entourée de deux colonnes corinthiennes sculptées.

À l'intérieur, la chaire à prêcher date de 1755 et le retable du Rosaire de 1693 ; des statues de saint Pérec, saint Herbot, saint Éloi, saint Sébastien et saint Pierre sont présentes. Deux verrières, les baies 4 et 6, ont été réalisées en 1922 par les ateliers Lorin de Chartres, dirigés par Charles Lorin. Neuf autres verrières, probablement issues du même atelier, figurent à l'Inventaire général du patrimoine culturel,.

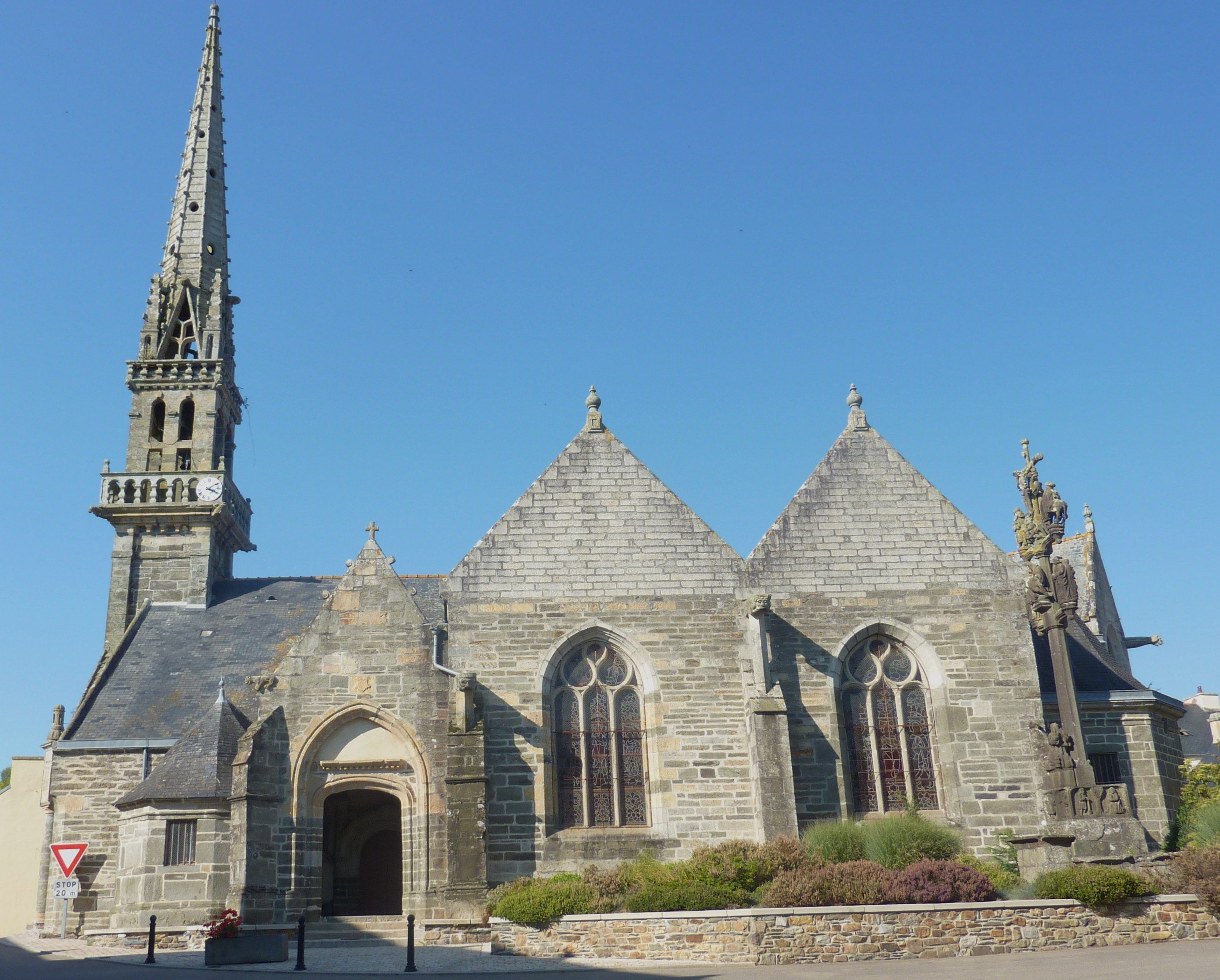
L'église paroissiale Saint-Pérec vue du sud.
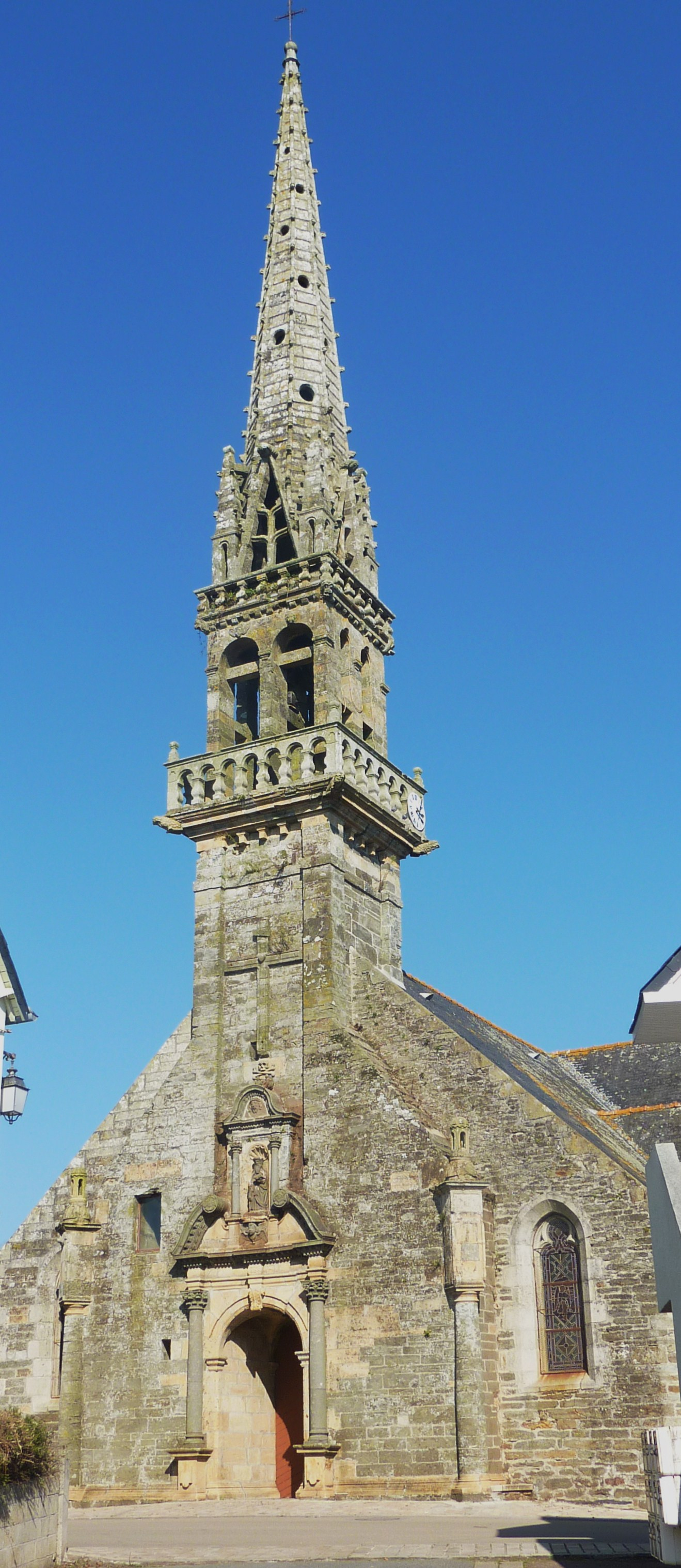
La façade de l'église paroissiale.
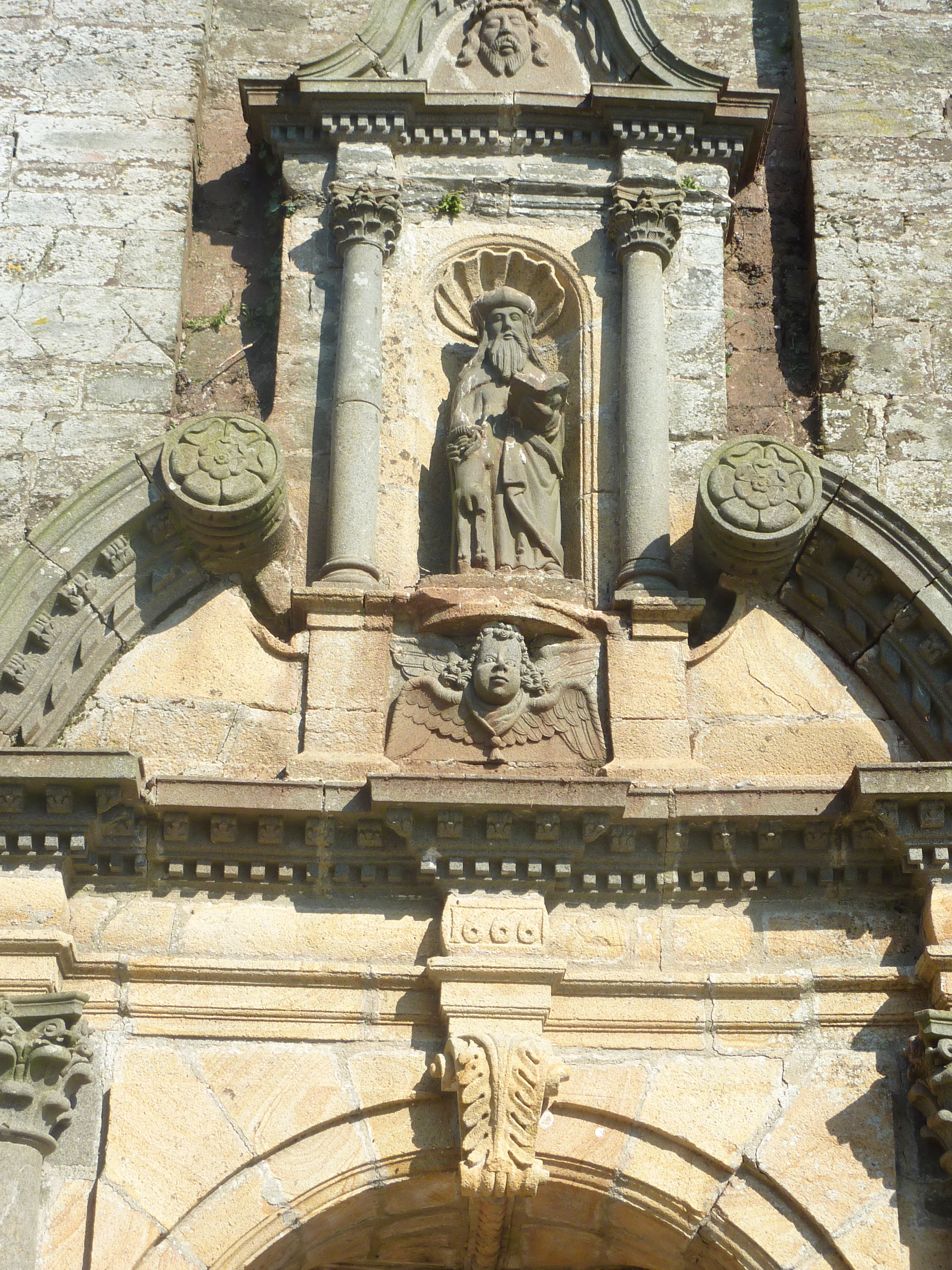
Détail de la façade de l'église paroissiale.
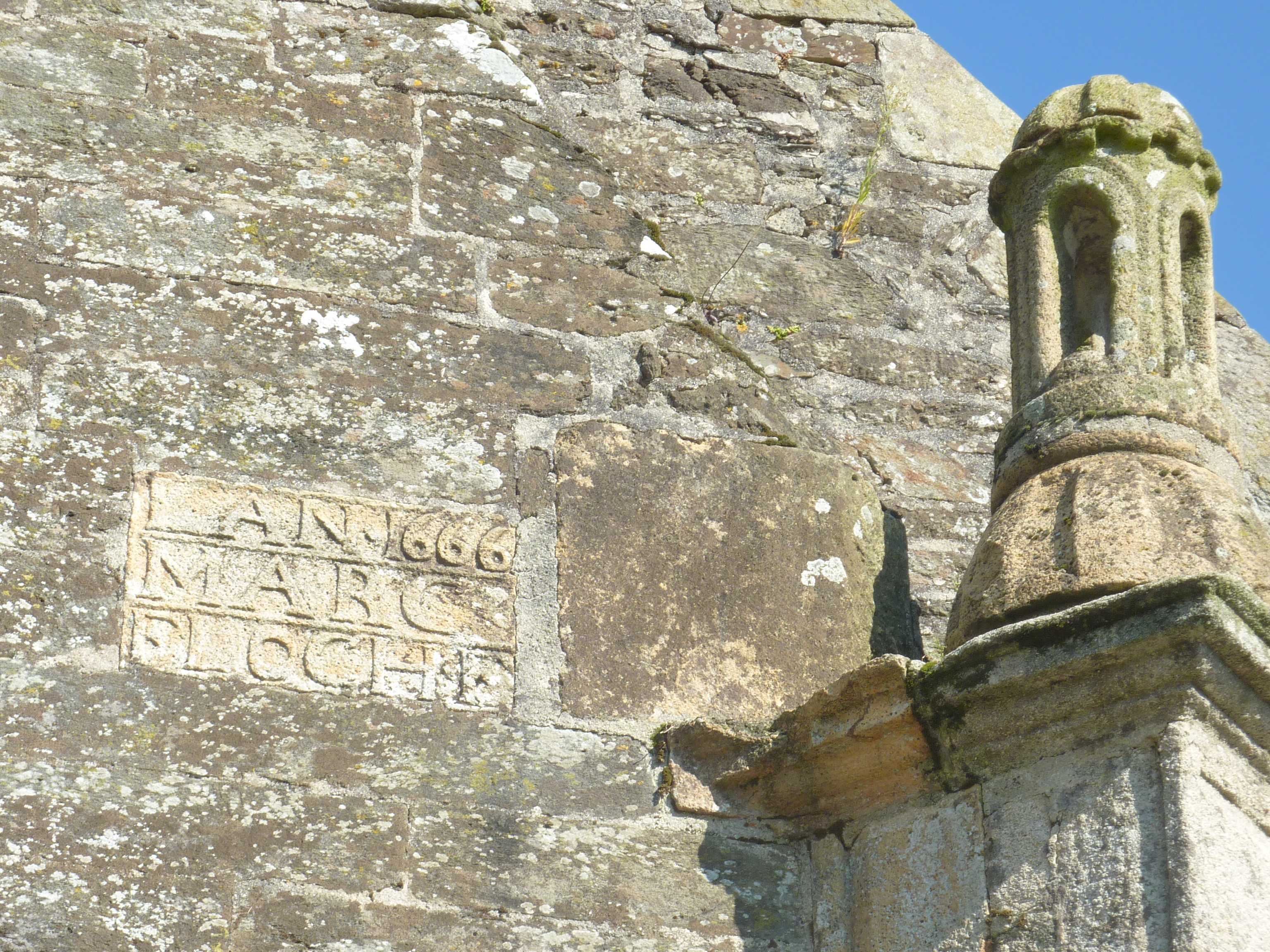
Église paroissiale, inscription (1666) et clocheton.
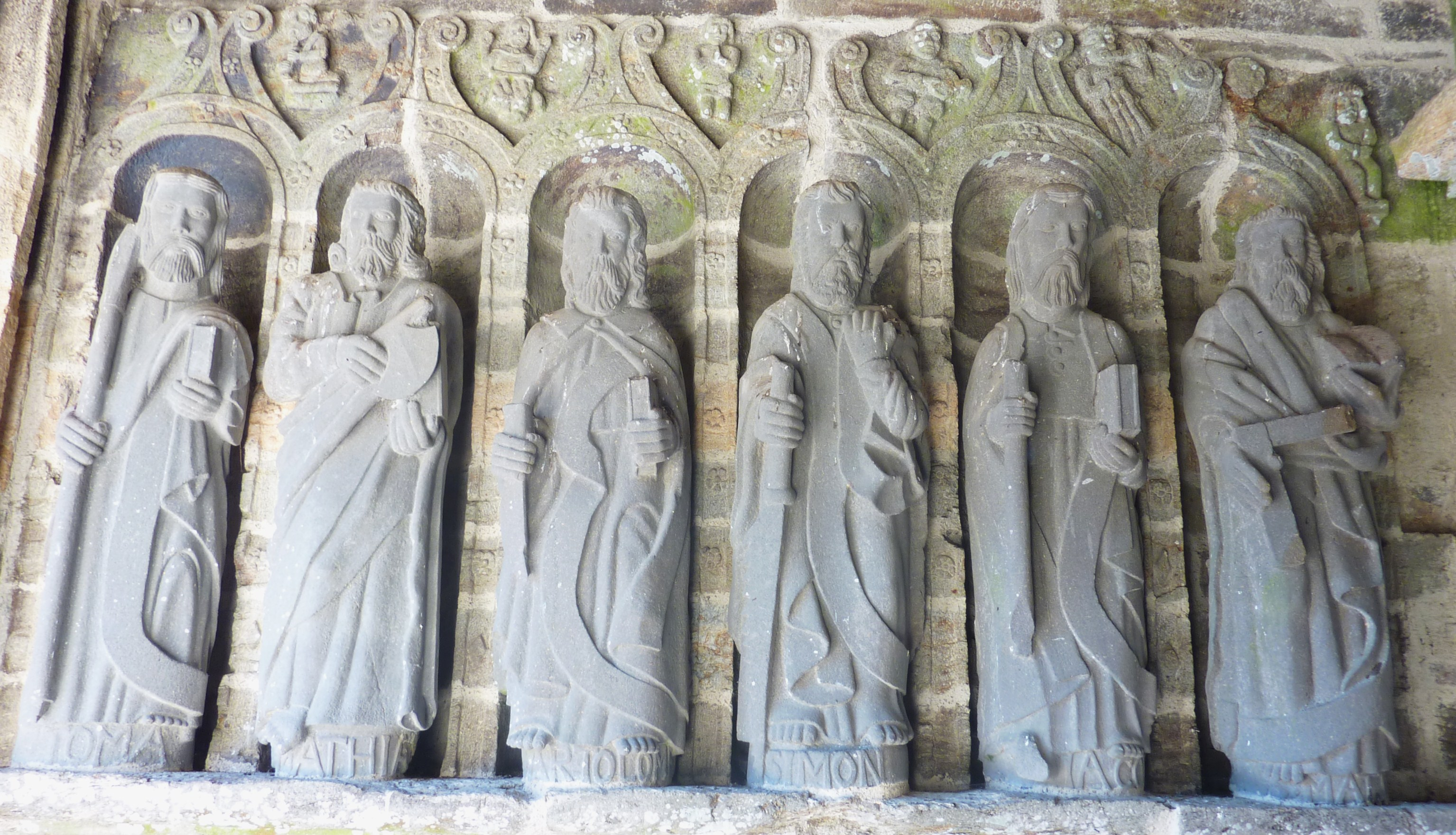
Porche de l'église paroissiale, six apôtres.
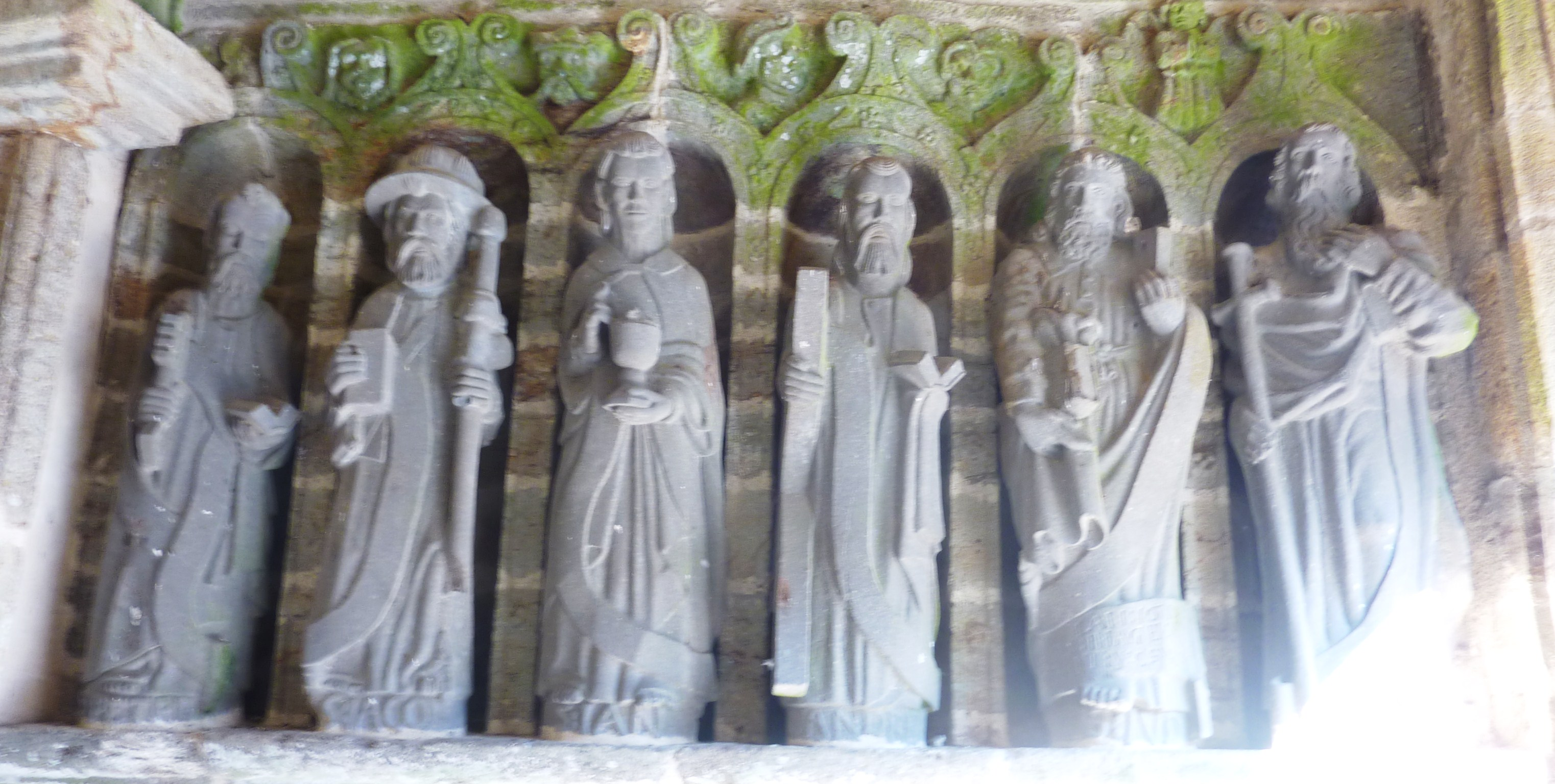
Porche de l'église paroissiale, les six autres apôtres.
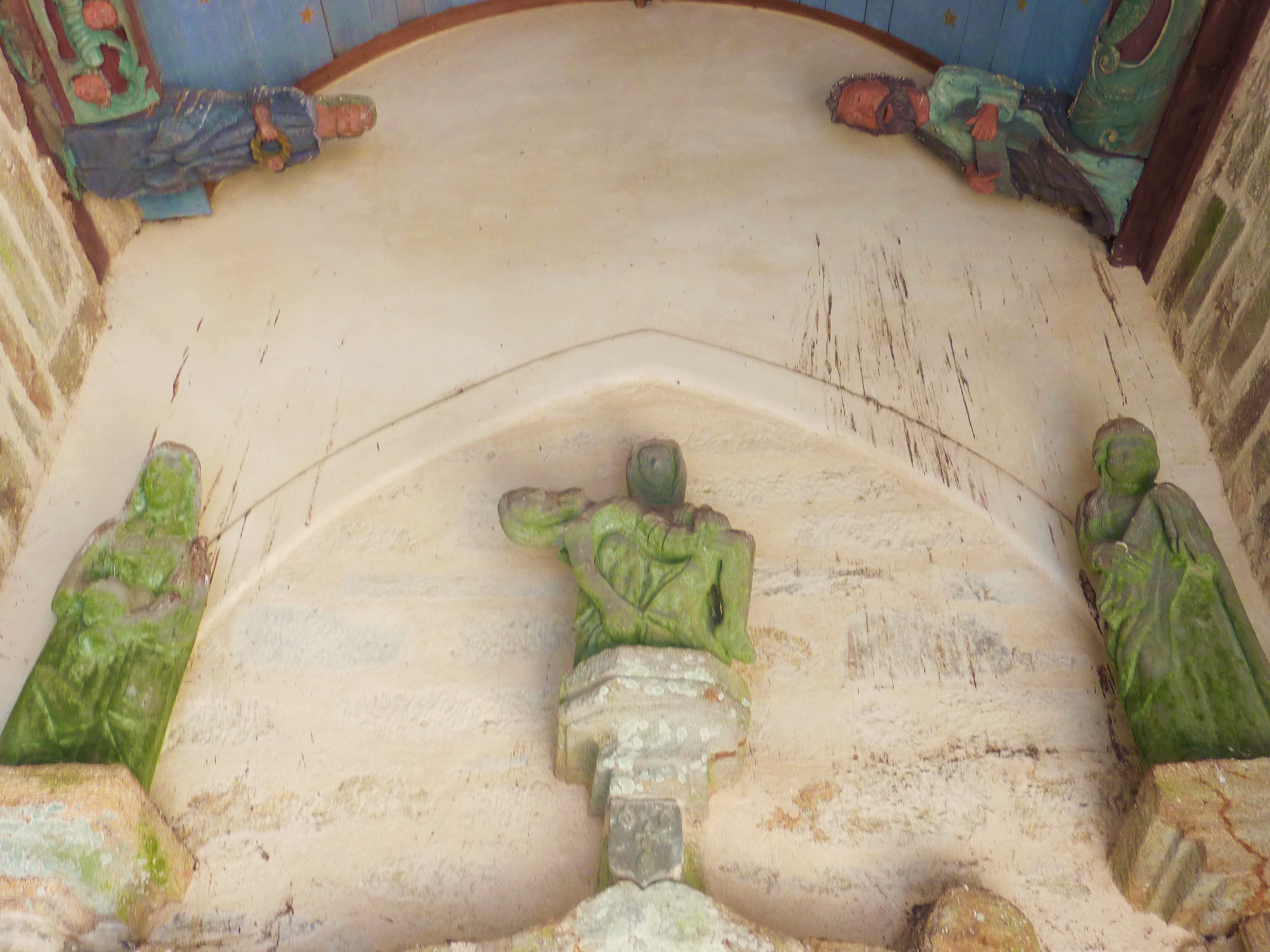
Porche de l'église paroissiale, partie nord, pietà.
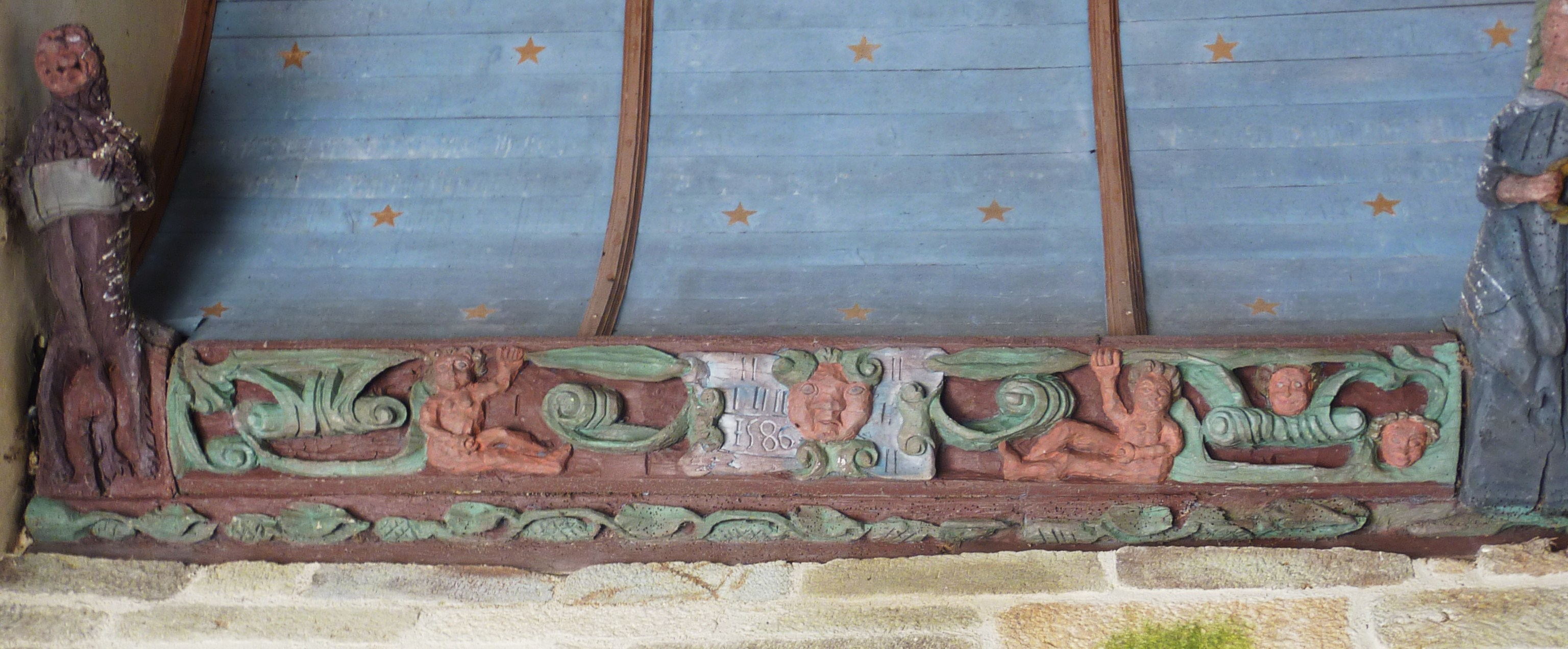
Porche de l'église paroissiale, sablière portant la date de 1586.
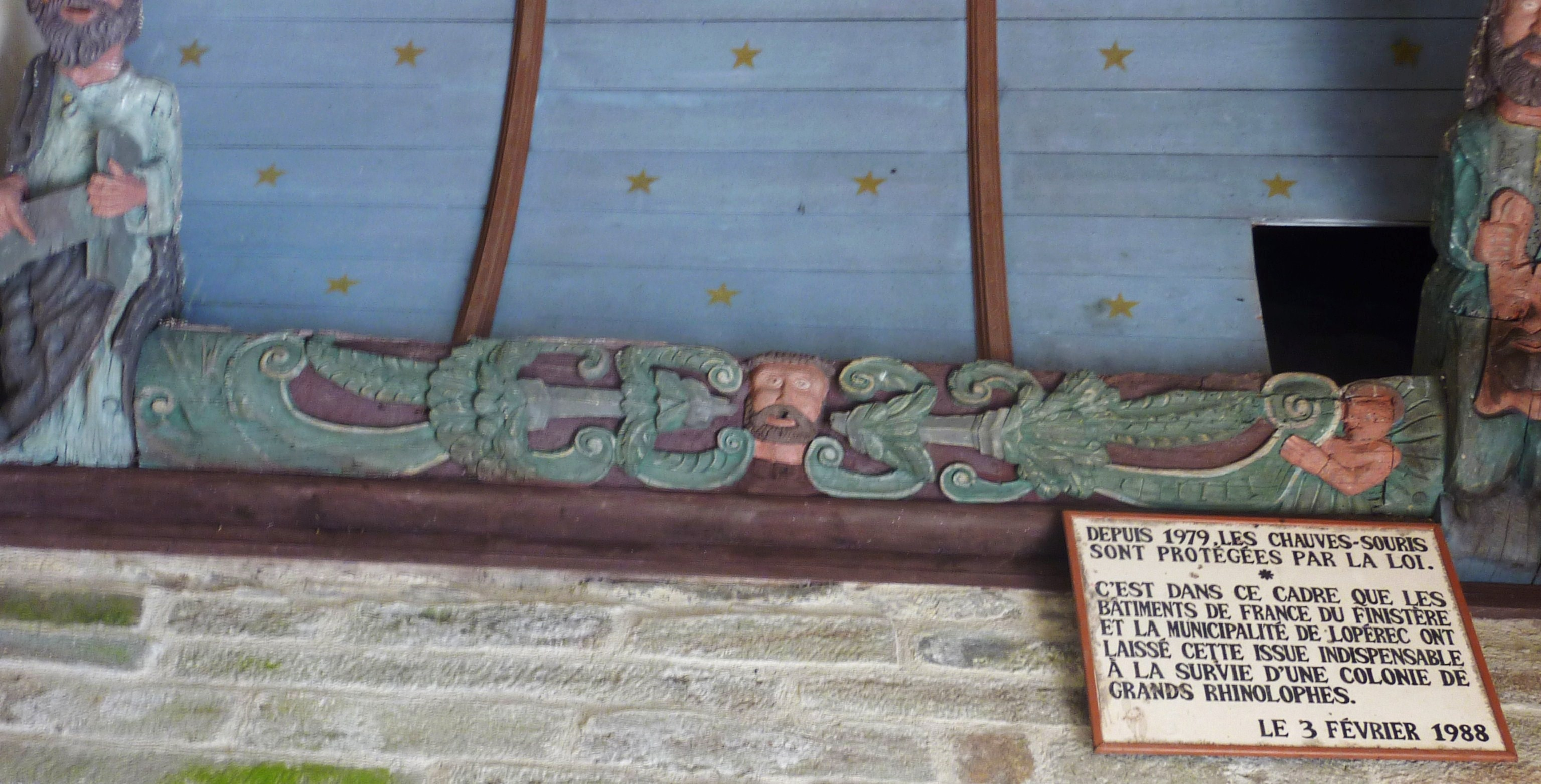
Porche de l'église paroissiale, autre sablière avec porte pour la protection des chauves-souris.

- Le calvaire, daté de 1552, classé au titre des monuments historiques par arrêté du 15 mai 1930[78].

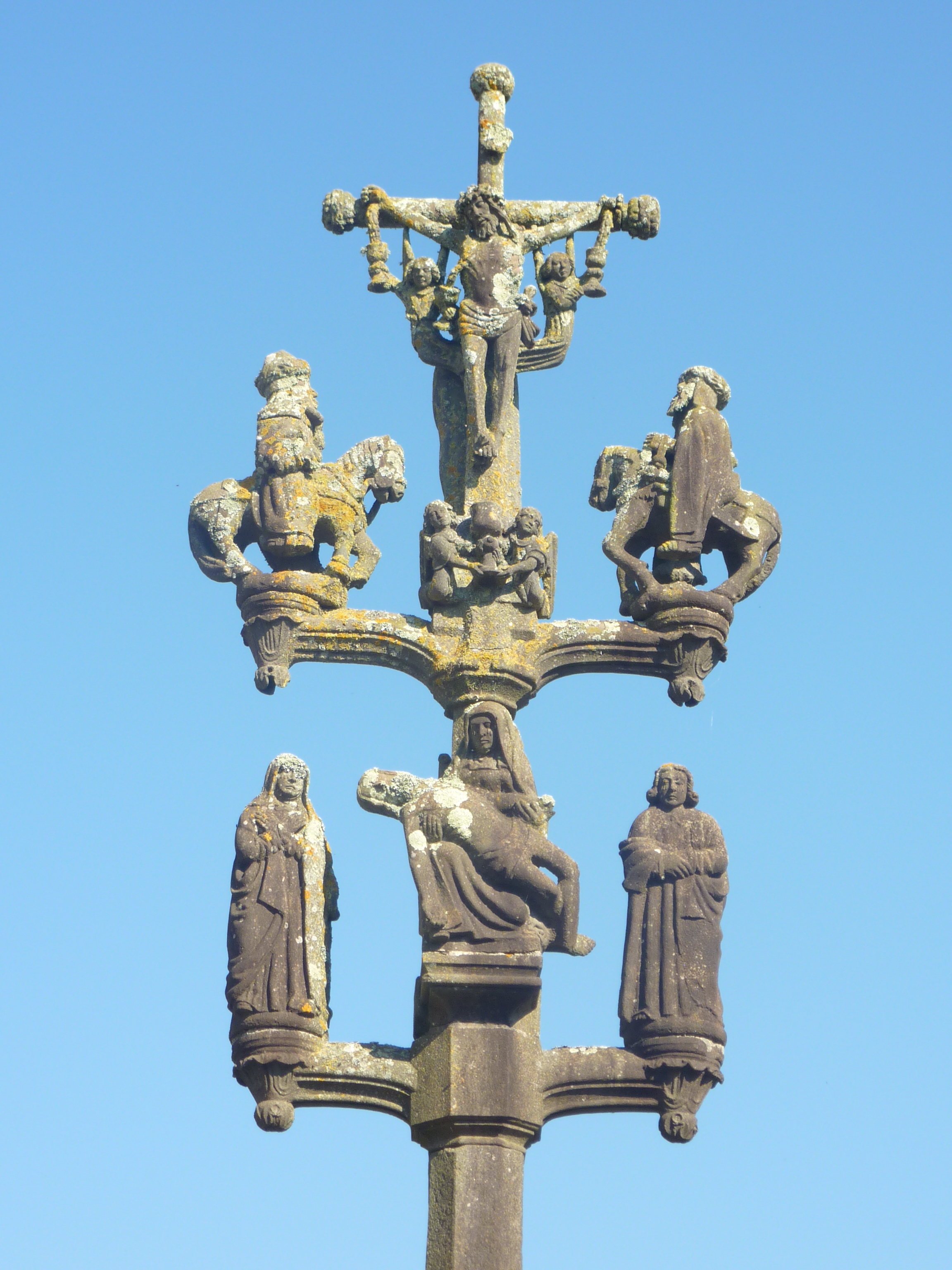
Le calvaire du bourg, partie sommitale.
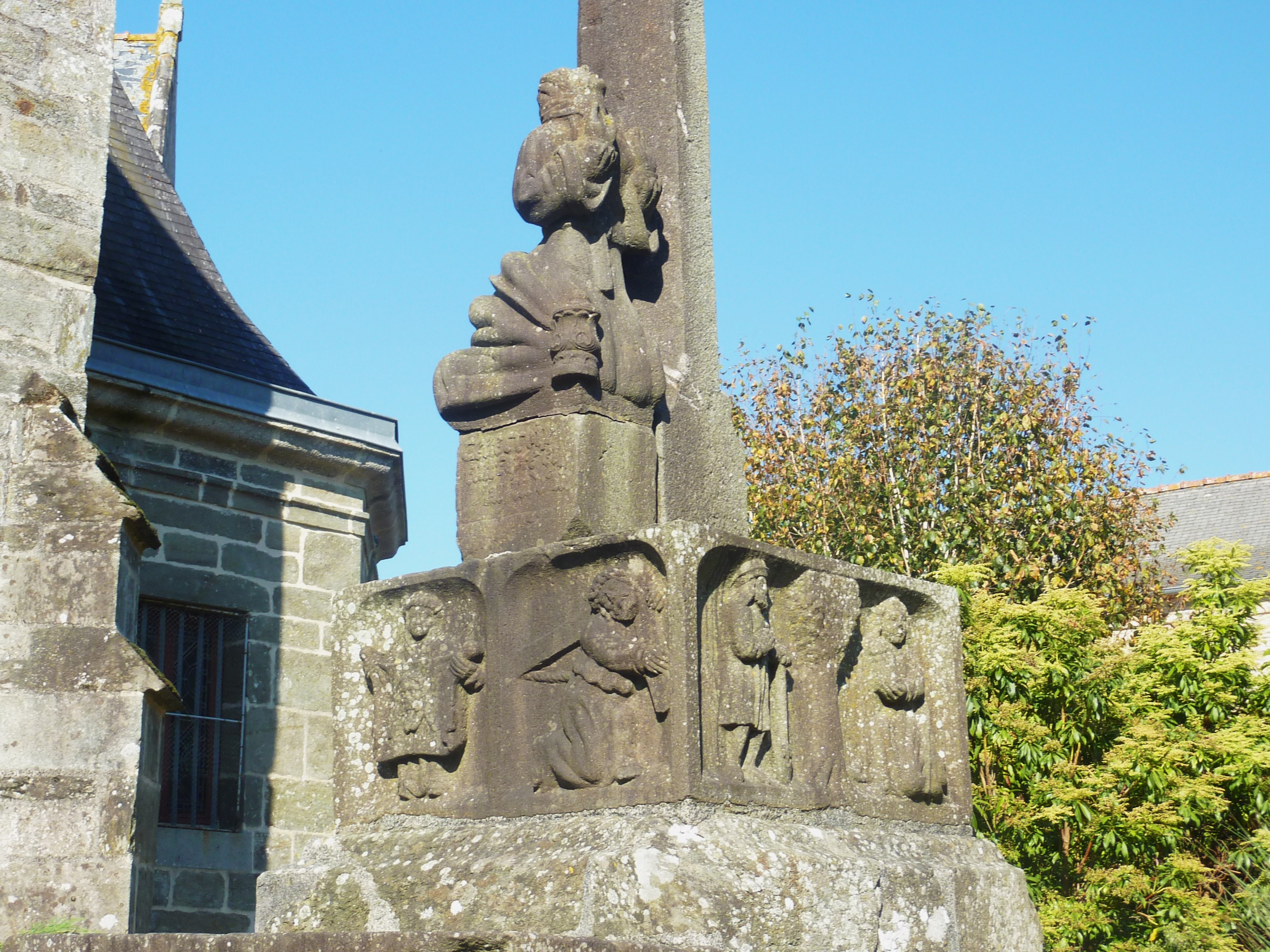
Le calvaire du bourg, partie inférieure.

- La chapelle Saint-Guénolé date du XVIe siècle, mais a été maintes fois restaurée depuis. Elle contient de nombreuses statues dont celle en bois polychrome de saint Guénolé datée du XVIe siècle, et celles de sainte Barbe, saint Mathurin, saint Michel, saint Pierre, sainte Brigitte, sainte Catherine, ainsi qu'une pietà[79].
  - La fontaine de Saint-Guénolé date de 1658. Bâtie en moellons de schistes, elle est d'accès difficile en contrebas d'un champ[80].
- La croix de Kergonan, dite Croaz Nevez, en kersantite, date de 1550 (restaurée en 1880). Ses sculptures représentent les armoiries de la famille de Penguern, saint Sébastien (saint protecteur de la peste), une crucifixion et une Vierge à l'Enfant[81].
- Plusieurs autres croix et calvaires parsèment le territoire communal[82].
- Le bourg a conservé son aspect de la fin du XIXe siècle et du début du XXe siècle avec des maisons de caractère au style très homogène à rez-de-chaussée surmonté d'un étage et de combles et à la maçonnerie de pierres (schistes, quartz, grès ou kersantite selon les cas) désormais apparentes, même si elles étaient originellement crépies : les ouvertures ont un entourage de granite et les toitures sont généralement en « ardoises de la Montagne » (des monts d'Arrée)[2].

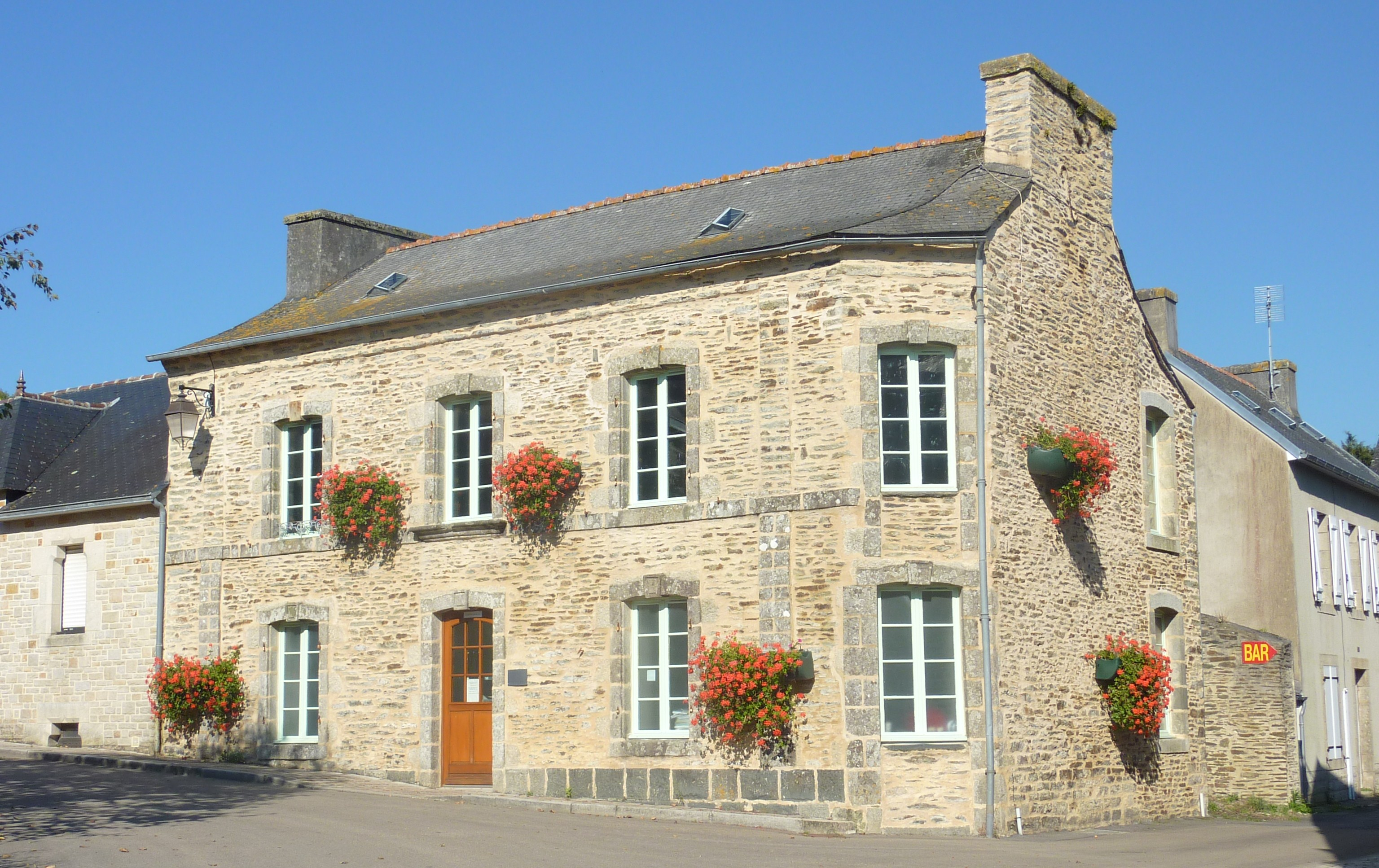
Bourg, maison de caractère 1.
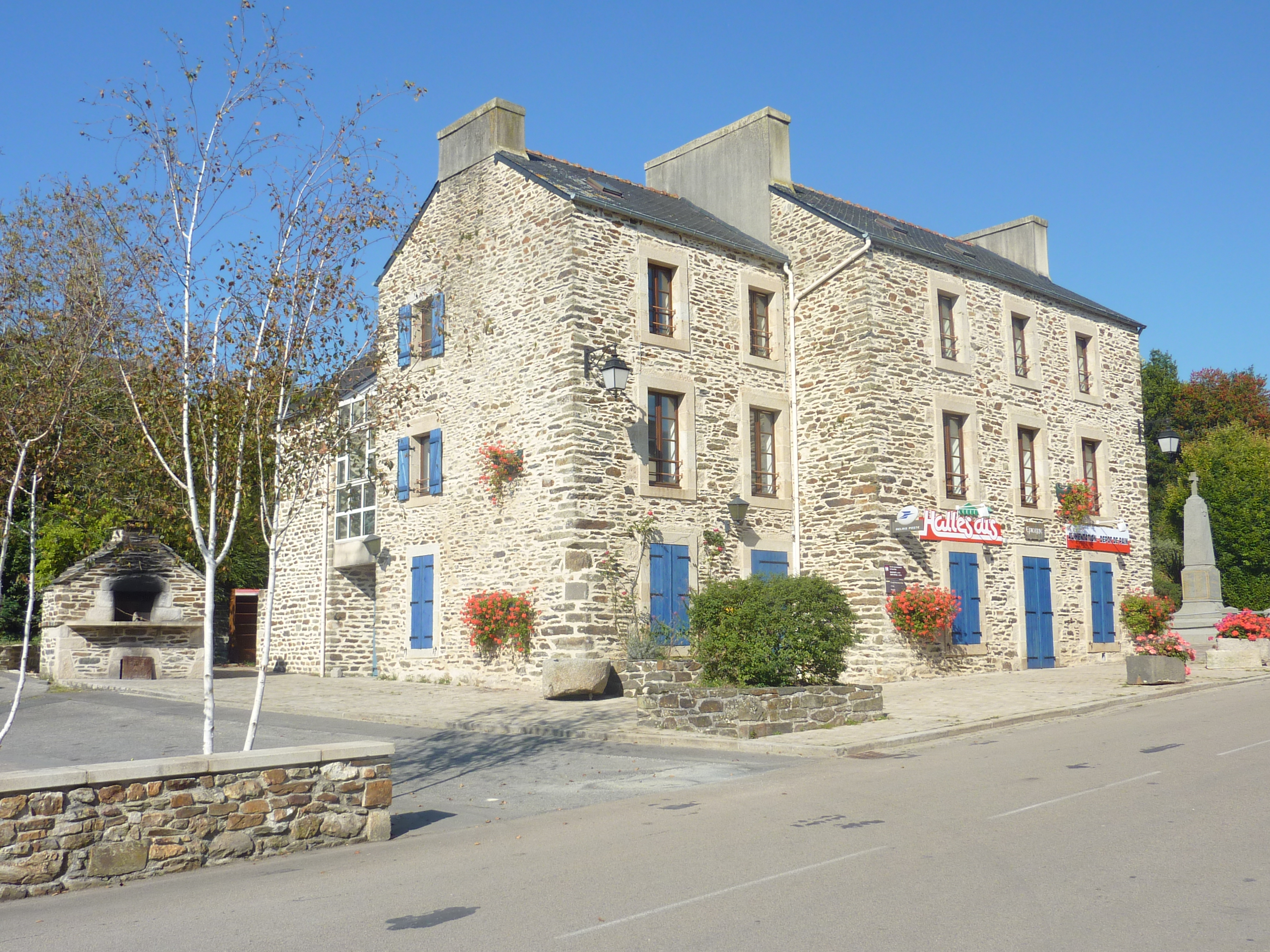
Bourg, maison de caractère 2.
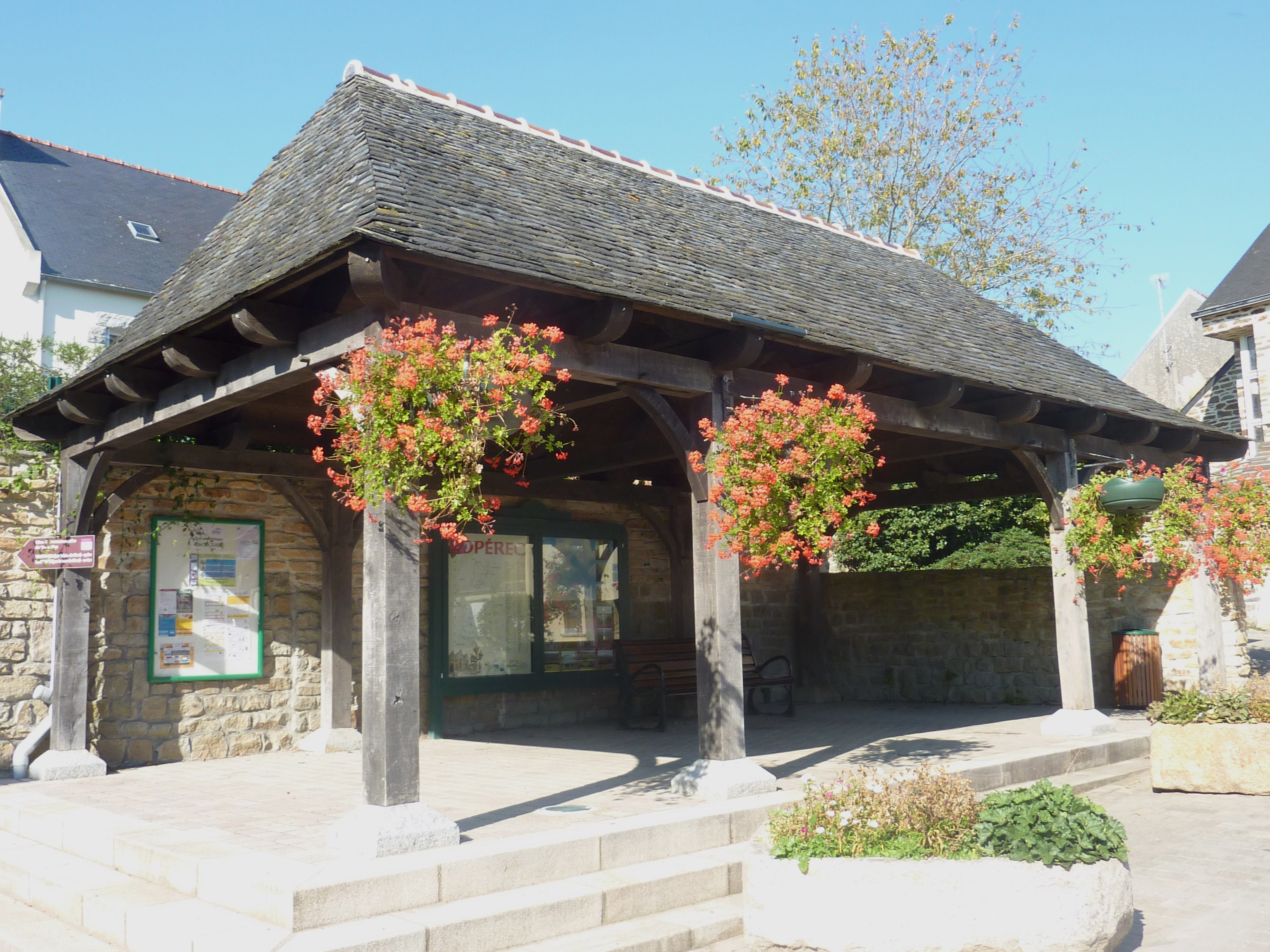
Bourg, les halles (rénovées).
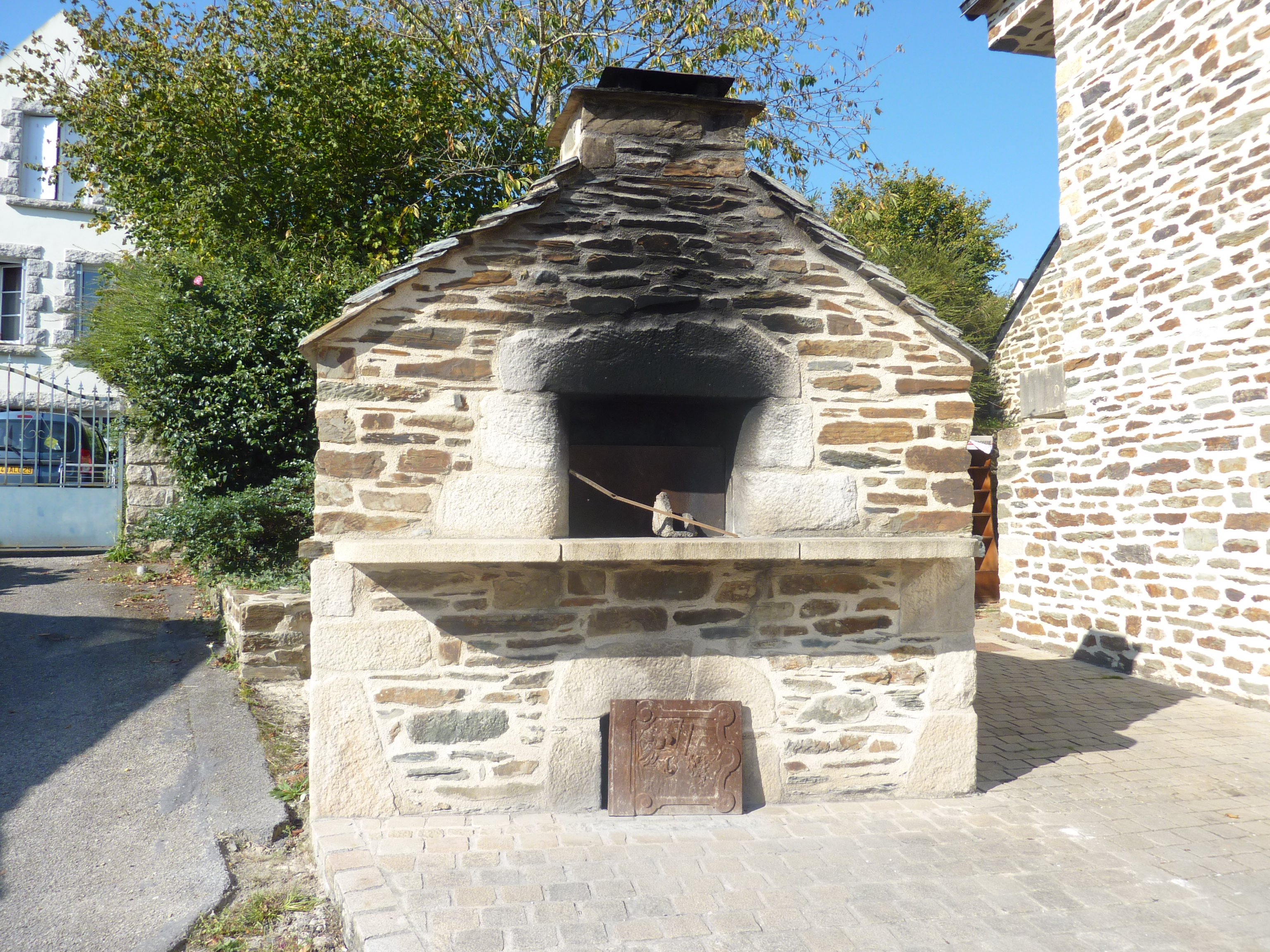
Bourg, four (rénové).

- Le manoir de Penhanhoas est depuis 1757 la propriété de la famille Villiers de l'Isle-Adam : Jean-Jérôme Villiers de l'Isle-Adam épouse en 1754 Magdeleine Le Mérer de Kerleau et s'y installe en 1760 « avec une femme de chambre, une cuisinière, un domestique et un jardinier, en pauvres gentilshommes et surtout grâce à sa pension de 2 000 livres sur les Invalides de la Marine »[39] et meurt en 1761. Sans enfant, à la mort de son épouse, le manoir échoit à un neveu Charles-François de Villiers de l'Isle-Adam qui meurt dès 1769 mais qui, ayant épousé Marie-Jeanne de Kersauzon, a un fils Jean-Jérôme-Charles Villiers de L'Isle-Adam, né le 22 juin 1769 à Brest et grand-père de l'écrivain Auguste de Villiers de L'Isle-Adam.
- Le manoir du Nivot (inclus dans l'école d'agriculture du Nivot désormais)[58].
- D'autres manoirs[83], datant du XVIe siècle, ont été partiellement conservés : ceux de Pen-ar-Voas[84], Penguern[85] et Tourquélenec[86].
- La campagne de Lopérec est parsemée d'un habitat rural souvent de qualité : maisons basses à logis unique du XVIIe ou XVIIIe siècle, maisons à un étage du XIXe, maisons à avancée (apotheiz) parfois à un étage avec escalier extérieur, maisons de maître de la fin du XIXe siècle ou du début du XXe[2]. Les hameaux les plus remarquables par leur architecture sont ceux de Cléguer Bihan, Glujou Vihan, Kervent, Lariégat, Maner Coz, Pen ar Hoat Saliou, Pen ar Voas, Penhoaden et Saint Guénolé.

### Tourisme et loisirs
- Quatre sentiers de randonnée sont fléchés sur le territoire communal.
- Une aire de loisirs (avec jeux pour enfants) a été aménagée à l'entrée sud-ouest du bourg, le long de la Douffine.
- Office de tourisme du Yeun Elez à Brasparts.

## Personnalités liées à la commune
- Jean de Penguern, ou Dizarvoez Penguern, né à Lopérec à la fin du XVe siècle, composa en 1510 un poème en strophes à la demande d'Anne de Bretagne[87] et publia une Généalogie de très-haute, très-puissante, très-excellente, etc. dame Anne de Bretagne. Mort en 1579, il fut inhumé dans l'église de Lopérec.
- Jean Charles Chevillotte (1838-1914), armateur, député, à l'origine de l'école d'agriculture du Nivot.